# WWE Hall of Fame
Le WWE Hall of Fame (anciennement WWF Hall of Fame) est une institution qui honore d'anciens employés de la World Wrestling Entertainment (anciennement World Wrestling Federation) et d'autres figures qui ont contribué au catch et au divertissement sportif en général.

## Histoire
Le Hall of Fame a été créé en 1993, avec l'introduction de l'ancien de la WWF André the Giant, mort plus tôt dans l'année. D'autres membres y ont été ajoutés chaque année jusqu'en 1996, les cérémonies de 1994 et 1995 étant organisées à l'occasion du week-end du King of the Ring. L'institution a ensuite été mise en pause et n'a repris qu'en 2004, à l'occasion du vingtième WrestleMania.
Le processus par lequel les introduits sont sélectionnés n'est pas transparent ; le critère d'introduction n'a jamais été révélé. Bien qu'en théorie le Temple de la Renommée honore ceux qui ont eu d'importantes carrières à la WWE, depuis sa renaissance en 2004, certains membres, comme Harley Race, Verne Gagne et Nick Bockwinkel, ont fait la plus grande partie de leur succès en dehors de la WWE, dans des compagnies qui ont été rachetées depuis par la WWE.
Depuis 2007, Harley Race, "Big Cat" Ernie Ladd, Verne Gagne, Terry Funk, Dusty Rhodes et Big John Studd sont les seuls catcheurs à avoir été admis à la fois au WCW Hall of Fame et au WWE Hall of Fame. Grâce à son intronisation au Hall of Fame en 2016 Sting devient le premier catcheur à avoir été admis aux WWE et TNA Hall of Fame.

## Membres
Les catcheurs surlignés en rouge ont vu leur adhésion au Hall of Fame retirée.

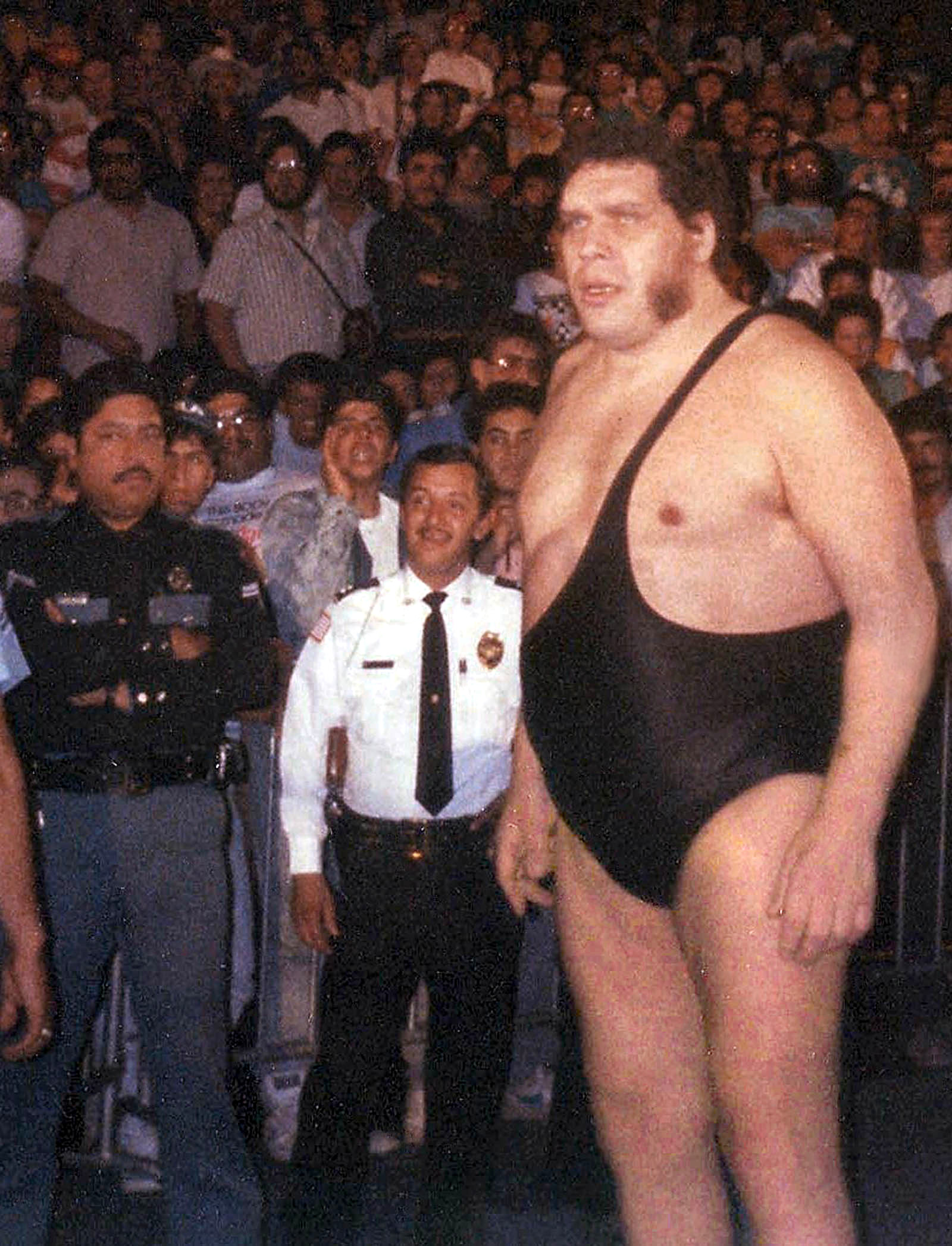
André The Giant, le premier introduit en 1993.

### 1993
| Nom de ring (nom de naissance)                    | Introduit par | Notes                                                 | Réf. |
| ------------------------------------------------- | ------------- | ----------------------------------------------------- | ---- |
| André the Giant (André René Roussimoff) 1946-1993 | Personne      | - Vainqueur de la première Battle Royal de l'histoire | ,    |

### 1994
| Nom de ring (nom de naissance)                   | Introduit par   | Notes                                                                   | Réf.   |
| ------------------------------------------------ | --------------- | ----------------------------------------------------------------------- | ------ |

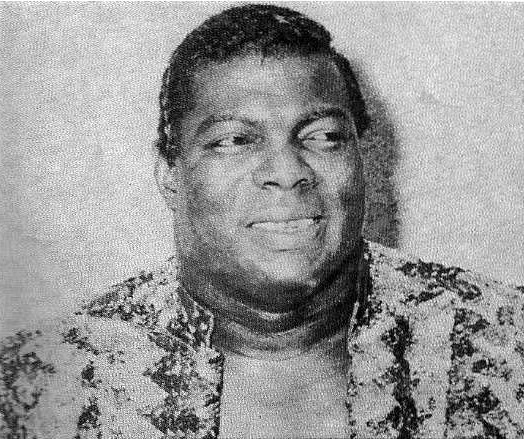
Bobo Brazil, introduit en 1994.

| Jay Strongbow (Joseph Scarpa) 1928-2012          | Gorilla Monsoon | - 1 fois WWF World Tag Team Champion                                    | [ 4 ]  |
| Arnold Skaaland 1925-2007                        | Shane McMahon   | - Manager de Bruno Sammartino et Bob Backlund                           | [ 5 ]  |
| Bobo Brazil (Houston Harris) 1924-1998           | Ernie Ladd      | - 7 fois WWWF United States Heavyweight Champion                        | [ 6 ]  |
| Freddie Blassie (Frederik Blassman) 1918-2003    | Regis Philbin   | - Manager de Hulk Hogan, Big John Studd, Ivan Koloff, The Iron Sheik... | [ 7 ]  |
| Buddy Rogers (Herman Rohde, Jr) 1921-1992        | Bret Hart       | - 2 fois WWWF United States Tag Team Champion                           | [ 8 ]  |
| Gorilla Monsoon (Robert James Marella) 1937-1999 | Killer Kowalski | - 2 fois WWWF United States Tag Team Champion.                          | [ 9 ]  |
| James Dudley 1910-2004                           | Vince McMahon   | - Manager de Bobo Brazil                                                | [ 10 ] |

### 1995

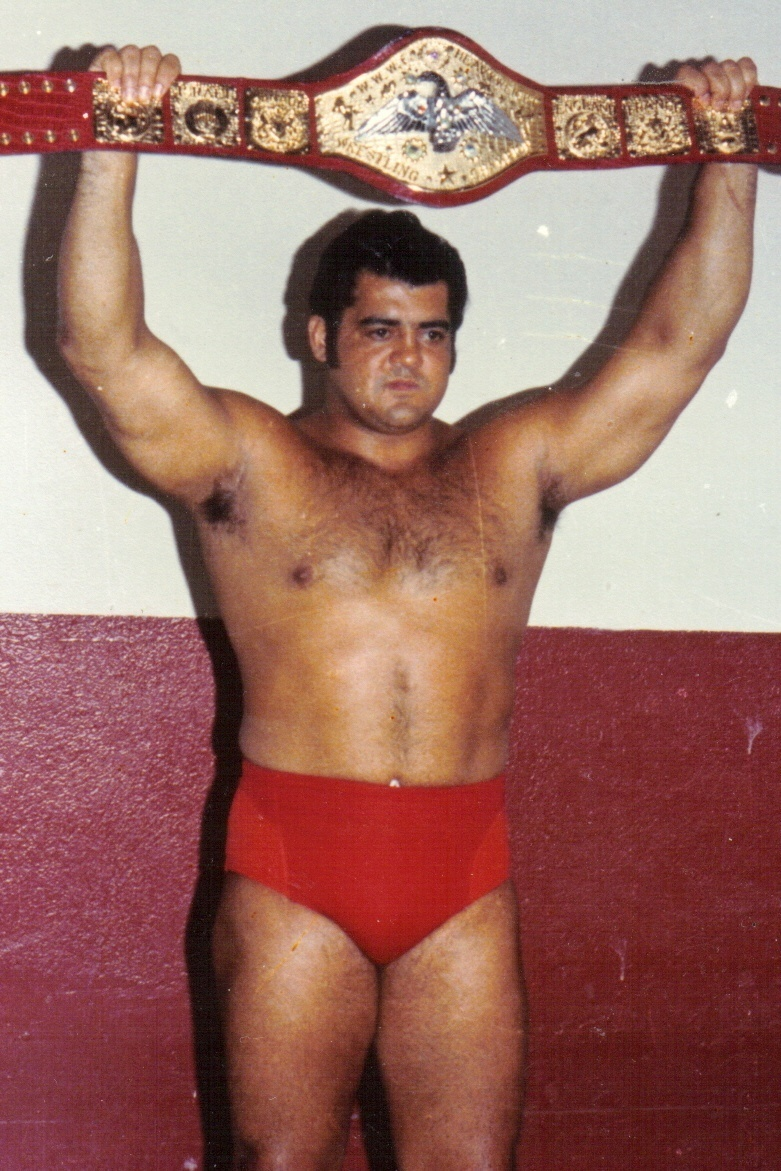
Pedro Morales, introduit en 1995.

| Nom de ring (nom de naissance)                   | Introduit par   | Notes                                                                   | Réf.   |
| ------------------------------------------------ | --------------- | ----------------------------------------------------------------------- | ------ |
| Fabulous Moolah (Mary Lillian Ellison) 1923-2007 | Alundra Blayze  | - 2 fois NWA Women's World Tag Team Champion                            | [ 11 ] |
| Ivan Putski (Józef Bednarski) 1941-              | Scott Putski    | - 1 fois WWF World Tag Team Champion                                    | [ 12 ] |
| Antonino Rocca (Antonino Biasetton) 1921-1977    | Miguel Pérez    | - 1 fois NWA World Tag Team Champion                                    | [ 13 ] |
| The Grand Wizard (Ernie Roth) 1926-1983          | Sgt. Slaughter  | - Manager de Sgt. Slaughter, Billy Graham, Don Muraco, Pat Patterson... | [ 14 ] |
| George Steele (William James Myers) 1937-2017    | Beth Myers      | - 1 fois NWA World Tag Team Champion                                    | [ 15 ] |
| Ernie Ladd (Ernest Ladd) 1938-2007               | Bill Watts      | Catcheur à la WWF et la NWA                                             | [ 16 ] |
| Pedro Morales 1942-2019                          | Gorilla Monsoon | - WWE Triple Crown Champion (1er)                                       | [ 17 ] |

### 1996
| Nom de ring (nom de naissance)                                 | Introduit par   | Notes | Réf.   |
| -------------------------------------------------------------- | --------------- | --- | ------ |

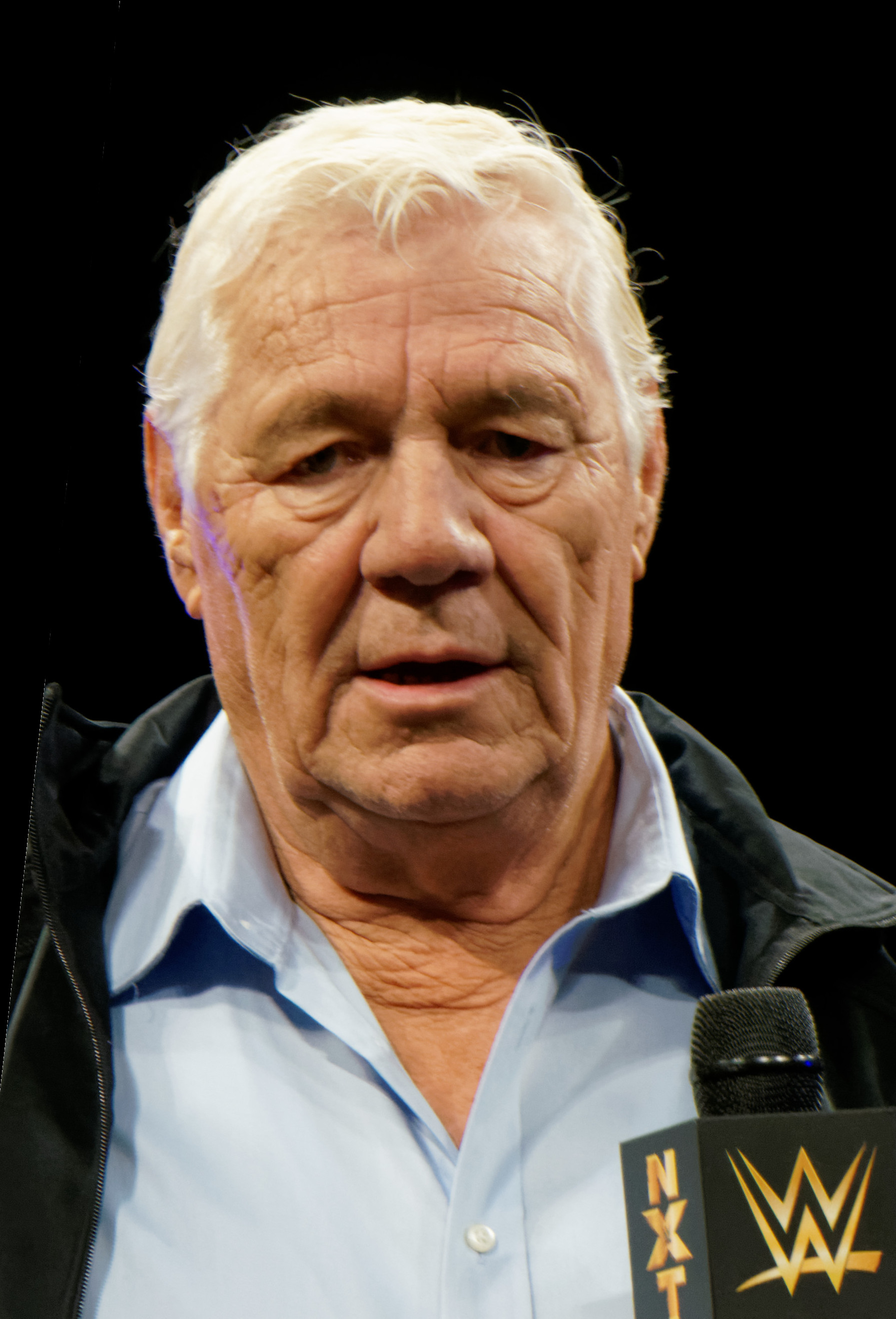
Pat Patterson, introduit en 1996.

| Captain Lou Albano (Louis Vincent Albano) 1933-2009            | Joe Franklin    | - 1 fois WWWF United States Tag Team Champion - Manager de André the Giant, Don Muraco, Ivan Koloff, Jimmy Snuka... | [ 18 ] |
| Killer Kowalski (Wladek Kowalski) 1926-2008                    | Triple H        | - L'un des 1er catcheur considéré comme une superstar au XXe siècle | [ 19 ] |
| Baron Mikel Scicluna (Mikel Scicluna) 1929-2010                | Gorilla Monsoon | - 1 fois NWA World Tag Team Champion | [ 20 ] |
| The Valiant Brothers (James Fanning & John Sullivan 1946-2018) | Tony Garea      | Composé de Jimmy Valiant et Johnny Valiant - 1 fois NWA World Tag Team Champion | [ 21 ] |
| Jimmy Snuka (James William Reiher) 1943-2017                   | Don Muraco      | - 1 fois NWA United States Heavyweight Champion (Mid-Atlantic) - 2 fois NWA World Tag Team Champion (Mid-Atlantic) - 2 fois ECW Heavyweight Champion (premier champion) - 1 fois ECW Television Champion Titre suspendu pour accusation de meurtre en septembre 2015 | ,.     |
| Johnny Rodz (Johnny Rodriguez) 1938-                           | Arnold Skaaland | - L'un des 1er afro-américain à être champion de catch | [ 24 ] |
| Pat Patterson (Pierre Clemont) 1941-2020                       | Bret Hart       | - 1 fois AWA World Tag Team Champion - Inventeur du "Royal Rumble" | [ 25 ] |
| Vincent James McMahon 1914-1984                                | Shane McMahon   | - PDG de la World Wrestling Federation (1963-1982) | [ 26 ] |

### 2004
| Nom de ring (nom de naissance)                  | Introduit par   | Notes | Réf.   |
| ----------------------------------------------- | --------------- | --- | ------ |

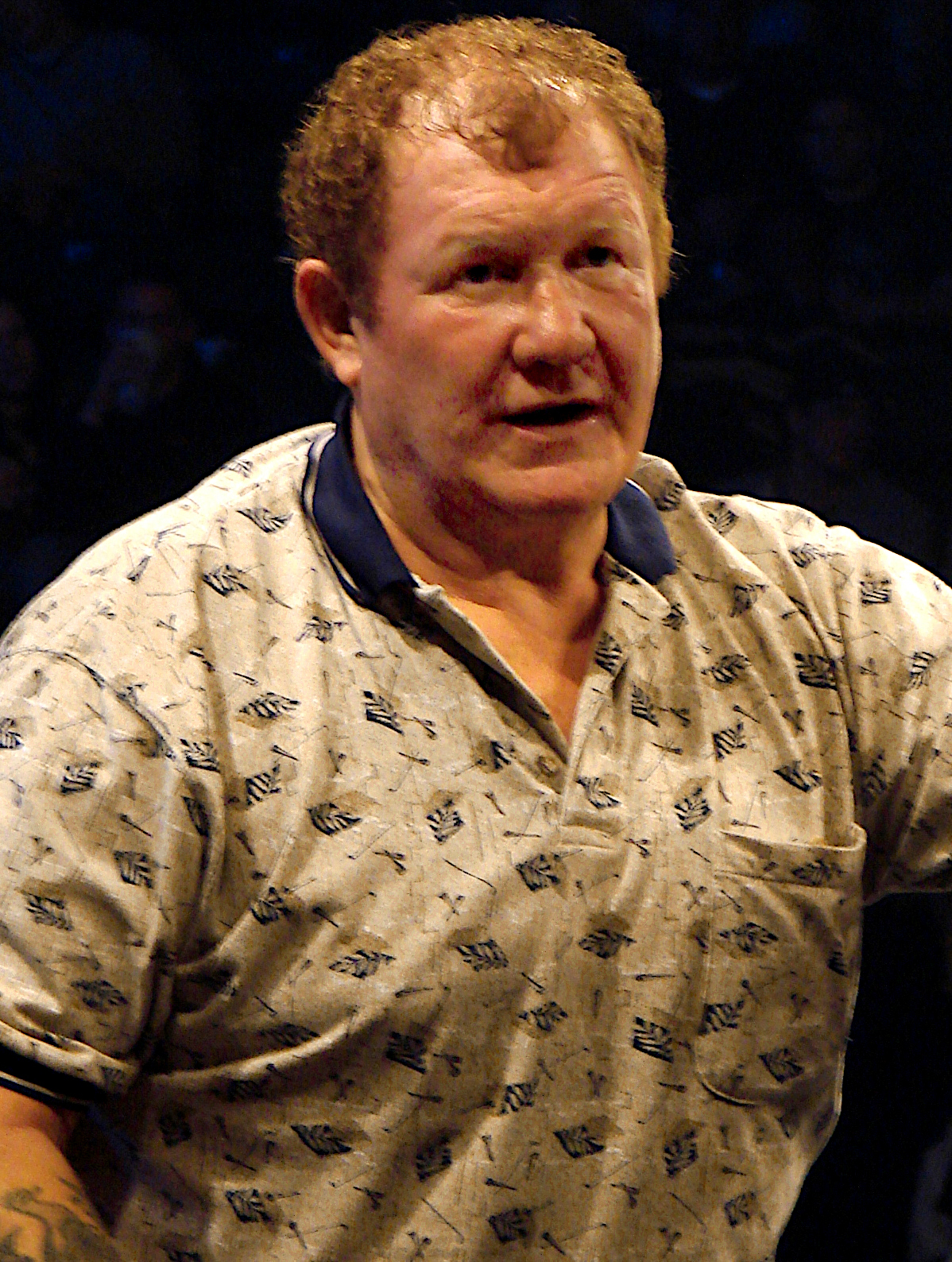
Harley Race, introduit en 2004.

| Jesse Ventura (James Janos) 1951-               | Tyrell Janos    | - 1 fois AWA World Tag Team Champion | [ 27 ] |
| Don Muraco (Donald Muraco) 1949-                | Mick Foley      | - Vainqueur du King of the Ring 1985 (premier) | [ 28 ] |
| Tito Santana (Merced Solís) 1953-               | Shawn Michaels  | - Vainqueur du King of the Ring 1989 | [ 29 ] |
| Billy Graham (Eldridge Wayne Coleman) 1943-2023 | Triple H        | - 1 fois WWWF Heavyweight Champion | [ 30 ] |
| Big John Studd (John William Minton) 1948-1995  | Big Show        | - 1 fois WWWF World Tag Team Champion - Vainqueur du Royal Rumble 1989                                                                              | [ 31 ] |

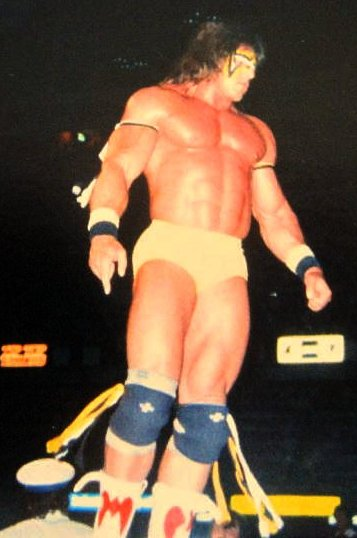
The Ultimate Warrior, introduit en 2014.

| Sgt. Slaughter (Robert Remus) 1948-             | Pat Patterson   | - 1 fois WWF World Heavyweight Champion - 2 fois NWA United States Heavyweight Champion - 1 fois NWA World Tag Team Champion (Mid-Atlantic version) | [ 32 ] |
| Greg Valentine (Gregory Wisniski) 1951-         | Jimmy Hart      | - 1 fois WCW United States Champion | [ 33 ] |
| Bobby Heenan (Raymond Heenan) 1944-2017         | Blackjack Lanza | - Manager de André the Giant, Big John Studd, Harley Race, King Kong Bundy, Lex Luger, Ric Flair...                                                 | [ 34 ] |
| Harley Race 1943-2019                           | Ric Flair       | - 8 fois NWA World Heavyweight Champion - 3 fois AWA World Tag Team Champion - Vainqueur du King of the Ring 1986 - Manager de Vader                | [ 35 ] |
| Junkyard Dog (Sylvester Ritter) 1952-1998       | Ernie Ladd      | - 1 fois WCW World Six-Man Tag Team Champion | [ 36 ] |

### 2005

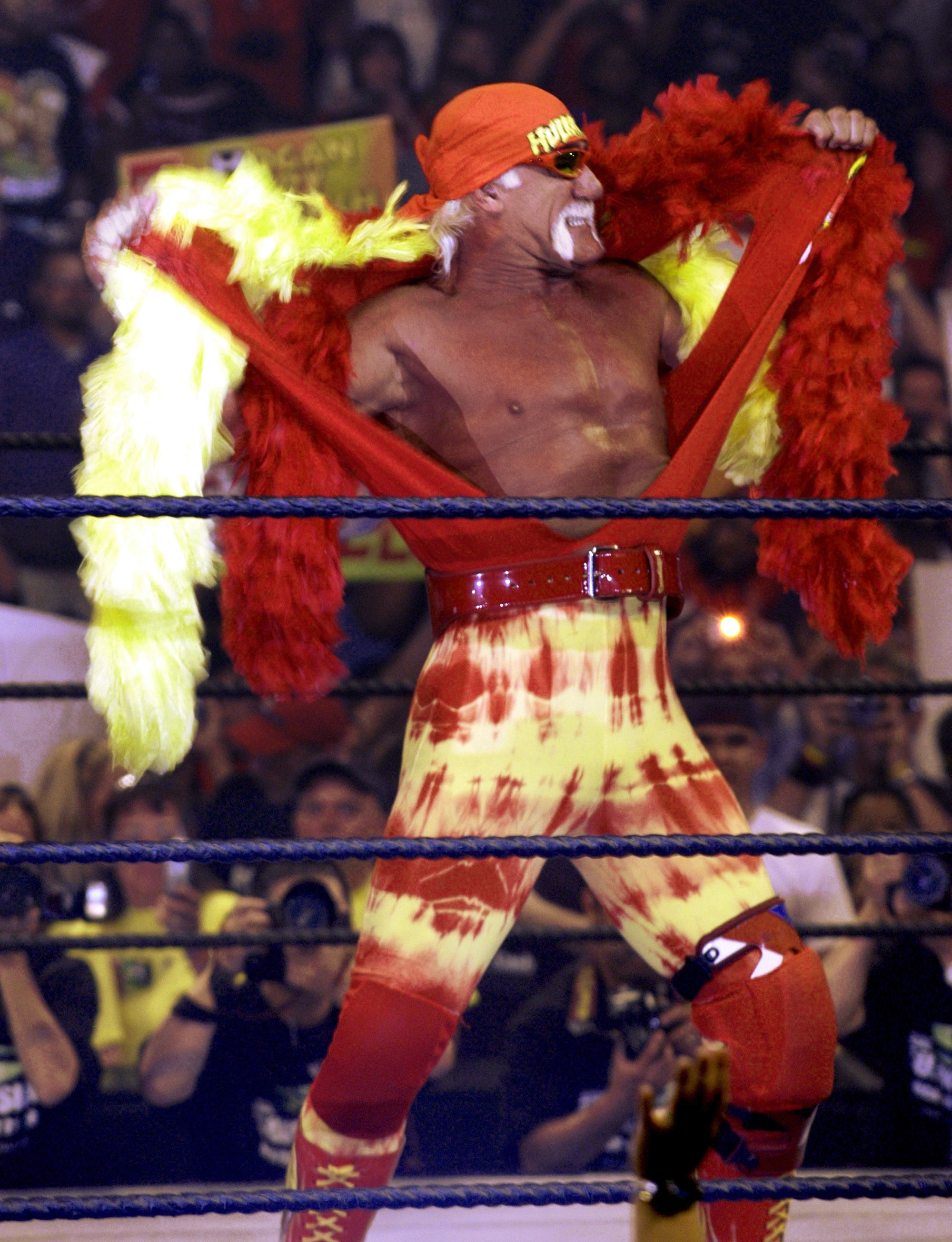
Hulk Hogan, introduit en 2005.

| Nom de ring (nom de naissance)                       | Introduit par      | Notes | Réf.   |
| ---------------------------------------------------- | ------------------ | --- | ------ |
| Hulk Hogan (Terrance Gene Bollea) 1953-2025          | Sylvester Stallone | - Premier main-event de WrestleMania |        |
| Paul Orndorff (Paul Parlette Orndorff, Jr) 1949-2021 | Bobby Heenan       | - Premier main-event de WrestleMania | [ 37 ] |
| Iron Sheik (Hossein Khosrow Vaziri) 1942-2023        | Sgt. Slaughter     | - 1 fois WWF World Tag Team Champion | [ 38 ] |
| Nikolai Volkoff (Josip Peruzović Nikolai) 1947-2018  | Personne           | - 1 fois WWF World Tag Team Champion | [ 39 ] |
| Bob Orton (Robert Keith Orton, Jr) 1950-             | Randy Orton        | - Manager de Randy Orton | [ 40 ] |
| Jimmy Hart (James Ray Hart) 1943-                    | Jerry Lawler       | - Manager de Bret Hart, Hulk Hogan, King Kong Bundy... - He did WWF theme songs in the 80s | [ 41 ] |
| Roddy Piper (Roderick George Toombs) 1954-2015       | Ric Flair          | - 1 fois WWF Intercontinental Champion - 1 fois WWF World Tag Team Champion - 1 fois WCW United States Heavyweight Champion - 3 fois NWA United States Champion - 2 fois NWA Television Champion - Premier main-event de WrestleMania | [ 42 ] |

### 2006
| Nom de ring (nom de naissance)                                   | Introduit par                                                 | Notes | Réf.   |
| ---------------------------------------------------------------- | ------------------------------------------------------------- | --- | ------ |

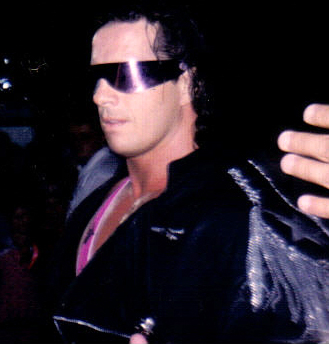
Bret Hart, introduit en 2006.

| Bret Hart (Bret Hart) 1957-                                      | Stone Cold Steve Austin                                       | - 5 fois WWF World Heavyweight Champion - 2 fois WWF Intercontinental Champion - 1 fois WWE United States Champion - 2 fois WWF World Tag Team Champion - 2 fois WCW World Heavyweight Champion - 4 fois WCW United States Champion - 1 fois WCW World Tag Team Champion - Covainqueur du Royal Rumble 1994 - Vainqueur du King of the Ring 1991 et 1993 - WWE Triple Crown Champion (2e) - WCW Triple Crown Champion (6e) | [ 43 ] |
| Eddie Guerrero (Eduardo Gory Guerrero Llanes) 1967-2005          | Chris Benoit, Rey Mysterio, Chavo Guerrero et Vickie Guerrero | - 1 fois WWE Champion - 2 fois WWE Intercontinental Champion - 1 fois WWE United States Champion - 2 fois WWE European Champion - 4 fois WWE Tag Team Champion - 1 fois WCW United States Champion - 2 fois WCW Cruiserweight Champion - 2 fois ECW World Television Champion - WWE Triple Crown Champion (1re) - WWE Grand Slam Champion (6e)                                                                             | [ 44 ] |
| Gene Okerlund (Eugene "Mean Gene" Okerlund) 1942-2019            | Hulk Hogan                                                    | - Commentateur de la WCW (1993-2001) | [ 45 ] |
| Sherri Martel (Sherri Schrull) 1958-2007                         | Ted DiBiase                                                   | - 3 fois AWA World Women's Champion | [ 46 ] |
| Verne Gagne (Laverne Clarence "Verne" Gagne) 1926-2015           | Greg Gagne                                                    | - 4 fois NWA World Tag Team Champion | [ 47 ] |
| The Blackjacks (Robert Windham 1942-2016 & John Lanza 1935-2021) | Bobby Heenan                                                  | Composé de Blackjack Mulligan et Blackjack Lanza - 1 fois WWWF World Tag Team Champions | [ 48 ] |
| Tony Atlas (Anthony White) 1954-                                 | S.D. Jones                                                    | - 1 fois WWF World Tag Team Champion - Manager de Mark Henry | [ 49 ] |

### 2007

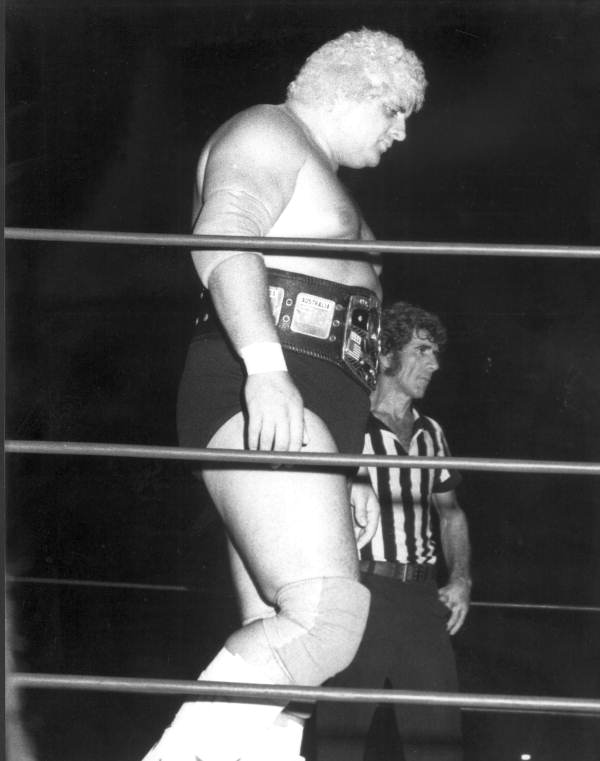
Dusty Rhodes, introduit en 2007.

| Nom de ring (nom de naissance)                                         | Introduit par                | Notes                                                                        | Réf.   |
| ---------------------------------------------------------------------- | ---------------------------- | ---------------------------------------------------------------------------- | ------ |
| Dusty Rhodes (Virgil Riley Runnels) 1945-2015                          | Cody Rhodes et Dustin Rhodes | - 3 fois NWA World Tag Team Champion (Mid-Atlantic version)                  | [ 50 ] |
| "Mr. Perfect" Curt Hennig (Curtis Michael Hennig) 1958-2003            | Wade Boggs                   | - 1 fois AWA World Tag Team Champion                                         | [ 51 ] |
| Jerry "The King" Lawler (Jerry O'Neil Lawler) 1949-                    | William Shatner              | - L'un des catcheurs le plus titré à ce jour                                 | [ 52 ] |
| Nick Bockwinkel (Nicholas Bockwinkel) 1934-2015                        | Bobby Heenan                 | - 6 fois AWA World Heavyweight Champion - 3 fois AWA World Tag Team Champion | [ 53 ] |
| Mr. Fuji (Harry Fujiwara) 1934-2016                                    | Don Muraco                   | - Manager de Don Muraco, Yokozuna, Owen Hart, Davey Boy Smith                | [ 54 ] |
| The Sheik (Ed Farhat) 1924-2003                                        | Rob Van Dam et Sabu          | - Considéré comme l'un des catcheurs les plus violents de l'histoire         | [ 47 ] |
| The Wild Samoans (Arthur Anoa'i Sr 1942-2024 & Leati Anoa'i 1945-2024) | Samula & Matt Anoa'i         | Composé de Afa Anoa'i et Sika Anoa'i - 3 fois WWF Tag Team Champions         | [ 55 ] |
| Jim Ross (James William Ross) 1952-                                    | Stone Cold Steve Austin      | - Commentateur de la WCW (1991-1993)                                         | [ 56 ] |

### 2008
| Nom de ring (nom de naissance)                                                  | Introduit par              | Notes | Réf.   |
| ------------------------------------------------------------------------------- | -------------------------- | --- | ------ |
| Ric Flair (Richard Fleihr) 1949-                                                | Triple H                   | - Mentor d'Evolution | [ 57 ] |
| Rocky Johnson & Peter Maivia (Wayde Bowles 1944-2020 & Fanene Maivia 1937-1982) | The Rock                   | - Plusieurs fois champions de la NWA | ,      |
| Mae Young (Johnnie Mae Young) 1923-2014                                         | Pat Patterson              | - Unique femme de l'histoire à avoir catché pendant huit décennies                                                                              | [ 60 ] |
| Eddie Graham (Edward Gossett) 1930-1985                                         | Dusty Rhodes               | - 4 fois NWA United States Tag Team Champion (Northeast version)                                                                                | [ 61 ] |
| The Brisco Brothers (Jack Brisco 1941-2010 et Gerald Brisco)                    | John « Bradshaw » Layfield | - 3 fois NWA World Tag Team Champions (Mid-Atlantic)                                                                                            | ,      |
| Gordon Solie (Jonard Frank Labiak) 1929-2000                                    | Jim Ross                   | - Commentateur à la WCW (1989-1995) - Commentateur à la NWA (1977-1987) - Considéré comme l'un des plus grands et influents annonceurs de lutte | [ 66 ] |

### 2009
| Nom de ring (nom de naissance)                                                                                | Introduit par      | Notes | Réf.   |
| --- | ------------------ | --- | ------ |

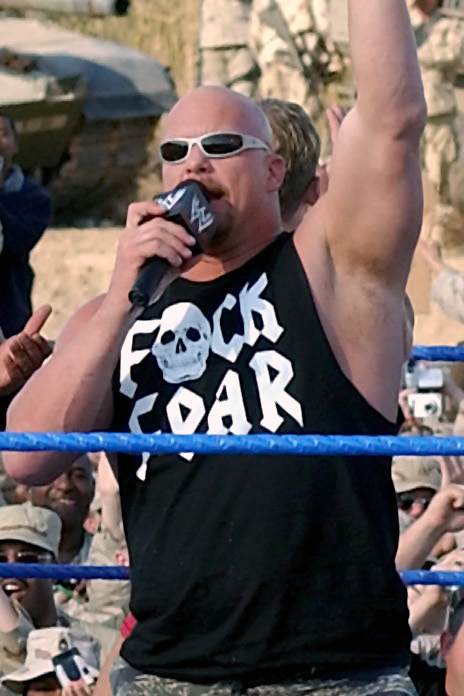
Stone Cold Steve Austin, introduit en 2009.

| Stone Cold Steve Austin (Steven James Anderson) 1964-                                                         | Vince McMahon      | - 6 fois WWF Champion - 2 fois WWF Intercontinental Champion - 1 fois WWF Million Dollar Champion - 4 fois WWF World Tag Team Champion - 2 fois WCW World Television Champion - 2 fois WCW United States Champion - 1 fois WCW World Tag Team Champion - Vainqueur des Royal Rumble 1997, 1998 et 2001 - Vainqueur du King of the Ring 1996 - WWE Triple Crown Champion (5e) | [ 67 ] |
| Ricky "The Dragon" Steamboat (Richard Henry Blood) 1953-                                                      | Ric Flair          | - 3 fois NWA United States Heavyweight Champion | [ 68 ] |
| Terry Funk et Dory Funk Jr. (Terrance "Terry" Funk 1944-2023 & Dorrance Funk Jr 1941- )                       | Dusty Rhodes       | - 3 fois NWA International Tag Team Champion | [ 69 ] |
| Von Erich Family (Fritz 1929-1997, Kerry 1960-1993, Kevin, Mike 1964-1987, David 1958-1984 & Chris 1969-1991) | Michael Hayes      | - Célèbre famille de catcheurs | [ 70 ] |
| Bill Watts (William F. "Bill" Watts, Jr) 1939-                                                                | Jim Ross           | - 1 fois WWWF United States Tag Team Champion | [ 71 ] |
| Koko B. Ware (James Ware) 1957-                                                                               | The Honky Tonk Man | - 1 fois NWA United States Tag Team Champion | [ 72 ] |
| Howard Finkel 1950-2019                                                                                       | Gene Okerlund      | - Annonceur légendaire de la WWF (1994-2002) | [ 73 ] |

### 2010

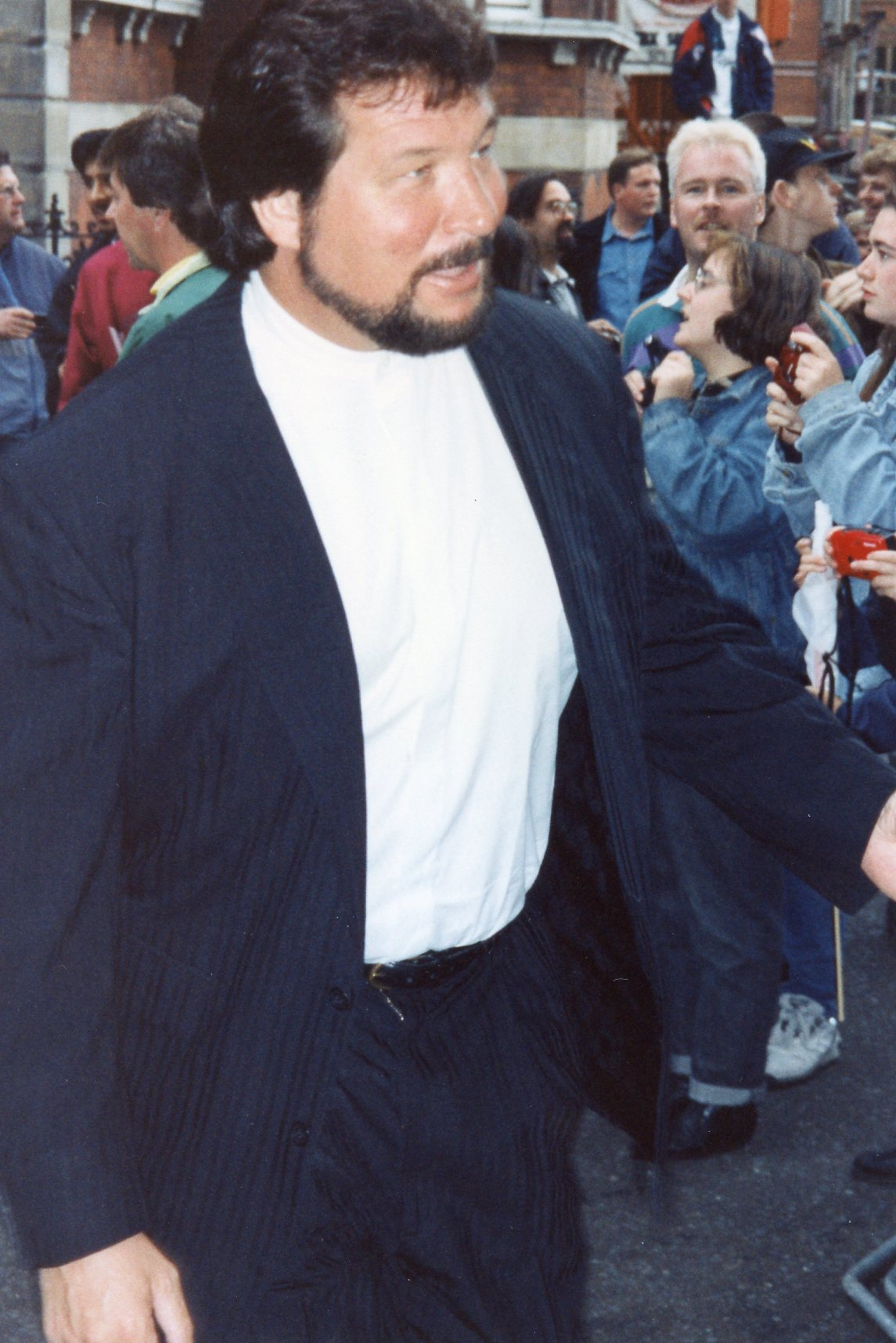
Ted DiBiase, introduit en 2010.

| Nom de ring (nom de naissance)                    | Introduit par                      | Notes | Réf.   |
| ------------------------------------------------- | ---------------------------------- | --- | ------ |
| Ted DiBiase (Theodore DiBiase) 1954-              | Ted DiBiase Jr et Brett DiBiase    | - Vainqueur du King of the Ring 1988 | [ 74 ] |
| Antonio Inoki (Kanji Inoki) 1943-2022             | Stan Hansen                        | - 1 fois WWF Heavyweight Champion - 1 fois WWF World Martial Arts Heavyweight Champion (premier, plus long règne, record et dernier) - 1 fois IWGP Heavyweight Champion (premier) - 1 fois NWA World Tag Team Champion - Fondateur de la New Japan Pro Wrestling | [ 75 ] |
| Wendi Richter (Victoria Richter) 1961-            | Roddy Piper                        | - 2 fois WWF Women's Champion - 1 fois AWA World Women's Champion - 2 fois NWA Women's World Tag Team Champion | [ 76 ] |
| Mad Dog Vachon (Maurice Vachon) 1929-2013         | Pat Patterson                      | - 3 fois AWA Midwest Tag Team Champion | [ 77 ] |
| Stu Hart (Stewart Edward Hart) 1915-2003          | Bret Hart                          | - Patriarche de la famille Hart | [ 78 ] |
| Gorgeous George (George Raymond Wagner) 1915-1963 | Personne, intronisation hors-écran | - Représenté comme un méchant flamboyant, arrogant et charismatique | [ 79 ] |

### 2011
| Nom de ring (nom de naissance)                                                                    | Introduit par                                  | Notes | Réf.   |
| ------------------------------------------------------------------------------------------------- | ---------------------------------------------- | --- | ------ |

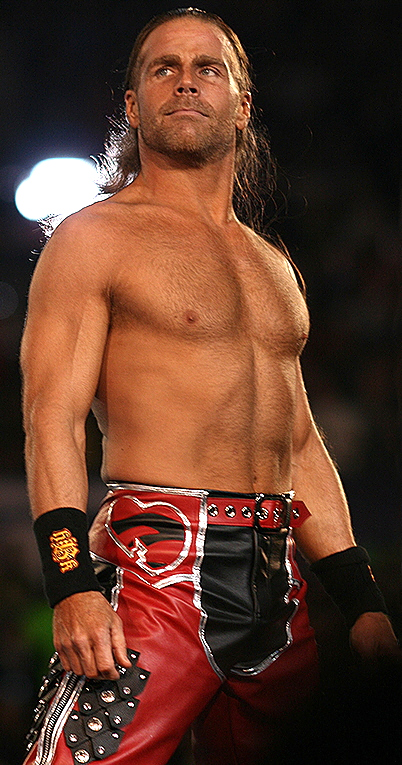
Shawn Michaels, introduit en 2011.

| Shawn Michaels (Michael Hickenbottom) 1965-                                                       | Triple H                                       | - 3 fois WWF Champion - 1 fois WWE World Heavyweight Champion - 3 fois WWE Intercontinental Champion - 1 fois WWE European Champion - 1 fois WWE Tag Team Champion - 5 fois WWE World Tag Team Champion - Vainqueur des Royal Rumble 1995 et 1996 - WWE Triple Crown Champion (4e) - WWE Grand Slam Champion (1er) - Leader-fondateur de D-Generation X | [ 80 ] |
| Jim Duggan (James Duggan) 1954-                                                                   | Ted DiBiase                                    | - Vainqueur du Royal Rumble 1988 (premier) | [ 81 ] |
| Bob Armstrong (Joseph James) 1939-2020                                                            | (Scott Armstrong, Brad Armstrong et Road Dogg) | - Remporté de multiples championnats régionaux de la NWA. | [ 82 ] |
| The Road Warriors (Michael Hegstrand (1957/2003) & Joseph Laurinaitis (1960/2020) & Paul Ellering | Dusty Rhodes                                   | Composé de Road Warrior Animal, Road Warrior Hawk, Paul Ellering - 1 fois AWA World Tag Team Champion | [ 83 ] |
| Sunny (Tammy Sytch) 1972-                                                                         | Divas de la WWE                                | - Considérée par la WWE comme la première Diva. | [ 84 ] |
| Abdullah the Butcher (Lawrence Shreve) 1941-                                                      | Terry Funk                                     | - Légende du catch hardcore, connue pour ses apparitions dans un certain nombre de territoires de lutte - Remporté de nombreux championnats régionaux | [ 85 ] |

### 2012

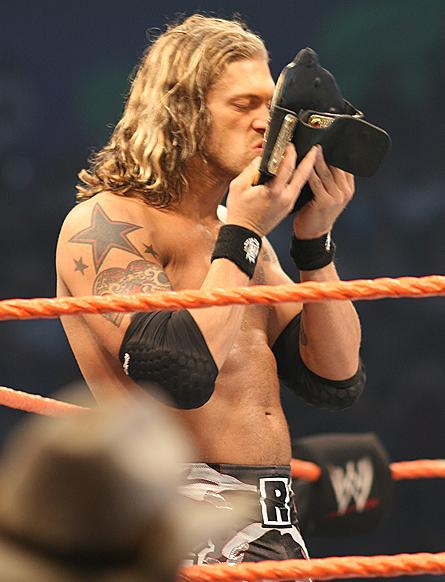
Edge, introduit en 2012.

| Nom de ring (nom de naissance)                                                             | Introduit par            | Notes | Réf.   |
| ------------------------------------------------------------------------------------------ | ------------------------ | --- | ------ |
| Edge (Adam Copeland) 1973-                                                                 | Christian                | - Catcheur le plus titré de l'histoire de la WWF/WWE avec 31 ceintures remportées                                                                                                 | [ 86 ] |
| Faarooq (Ron Simmons) 1958-                                                                | John "Bradshaw" Layfield | - 3 fois WWF Tag Team Champion - 1 fois WCW World Heavyweight Champion (premier afro-américain) - 1 fois WCW World Tag Team Champion - 1 fois WCW United States Tag Team Champion | [ 87 ] |
| Yokozuna (Rodney Anoaʻi) 1966-2000                                                         | The Usos                 | Introduction posthume, représenté par son cousin Solofa Fatu et sa famille - Vainqueur du Royal Rumble 1993                                                                       | [ 88 ] |
| Four Horsemen (Richard Fliehr, Barry Windham, Martin Lunde, Tully Blanchard, Jim Morrison) | Dusty Rhodes             | Composé de Ric Flair, Barry Windham, Arn Anderson, Tully Blanchard, J.J. Dillon - Ric Flair est introduit pour la seconde fois après son entrée individuelle en 2008              | [ 89 ] |
| Mil Máscaras (Aaron Rodríguez Arellano) 1942-                                              | Alberto Del Rio          | - Il popularise la lucha libre, au-delà des états frontaliers des États-Unis et au Japon notamment.                                                                               | [ 90 ] |

### 2013

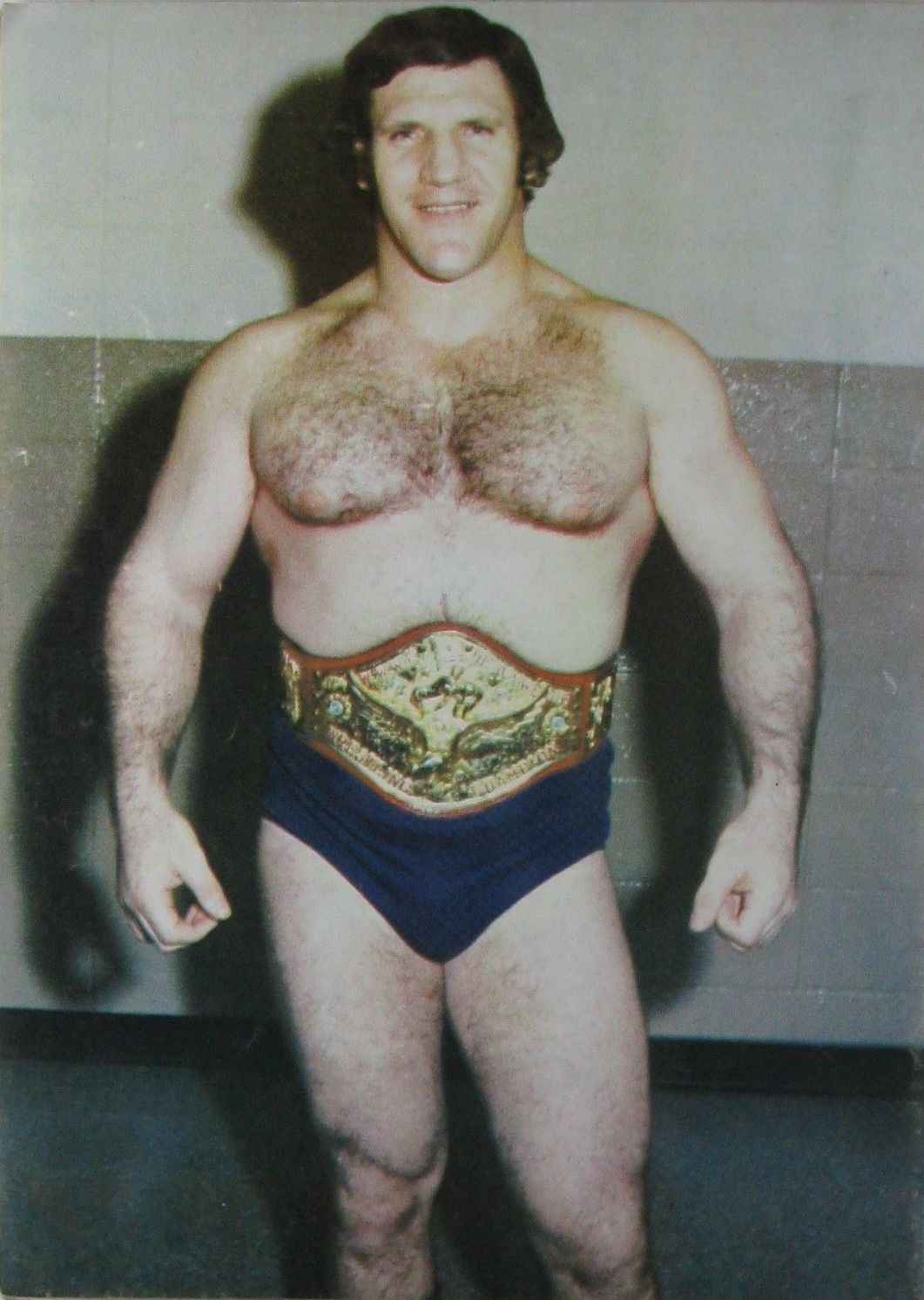
Bruno Sammartino, introduit en 2013.

| Nom de ring (nom de naissance)                 | Introduit par         | Notes | Réf.   |
| ---------------------------------------------- | --------------------- | --- | ------ |
| Bruno Sammartino 1935-2018                     | Arnold Schwarzenegger | - 1 fois WWF International Tag Team Champion | [ 91 ] |
| Mick Foley (Michael Francis Foley, Sr) 1965-   | Terry Funk            | - Tout au long de sa carrière, il adopte de nombreux gimmicks. Il catche tout d'abord sous sa véritable identité, puis joue le rôle de personnages aux multiples facettes | [ 92 ] |
| Bob Backlund (Robert Lee "Bob" Backlund) 1949- | Maria Menounos        | - 1 fois WWF Tag Team Champion | [ 93 ] |
| Trish Stratus (Patricia Stratigias) 1975-      | Stephanie McMahon     | - 1 fois WWE Hardcore Champion (première femme) | [ 94 ] |
| Booker T (Booker Huffman, Jr.) 1965-           | Stevie Ray            | - Membre de New World Order | [ 95 ] |

### 2014
| Nom de ring (nom de naissance)                       | Introduit par                             | Notes                                                                                                 | Réf.    |
| ---------------------------------------------------- | ----------------------------------------- | --- | ------- |
| The Ultimate Warrior (James Hellwig) 1959-2014       | Linda McMahon                             | - 2 fois WWF Intercontinental Champion                                                                | [ 96 ]  |
| Lita (Amy Dumas) 1975-                               | Trish Stratus                             | - Gagnante du premier main event féminin de l'histoire de la WWE                                      | ,       |
| Jake "The Snake" Roberts (Aurelian Smith, Jr.) 1955- | Diamond Dallas Page                       | - Crédité pour être l'inventeur du DDT                                                                | ,       |
| Paul Bearer (William Moody) 1954-2013                | Kane & The Undertaker                     | Introduction posthume, représenté par ses enfants Daniel et Michael - Manager de The Undertaker, Kane | [ 101 ] |
| Razor Ramon (Scott Hall) 1958-2022                   | Kevin Nash                                | - 7 fois WCW World Tag Team Champion                                                                  | [ 102 ] |
| Carlos Colón (Carlos Edwin Colón González) 1948-     | Carly Colón, Edwin Colón et Orlando Colón | - Remporté de nombreux titres                                                                         | ,       |

### 2015

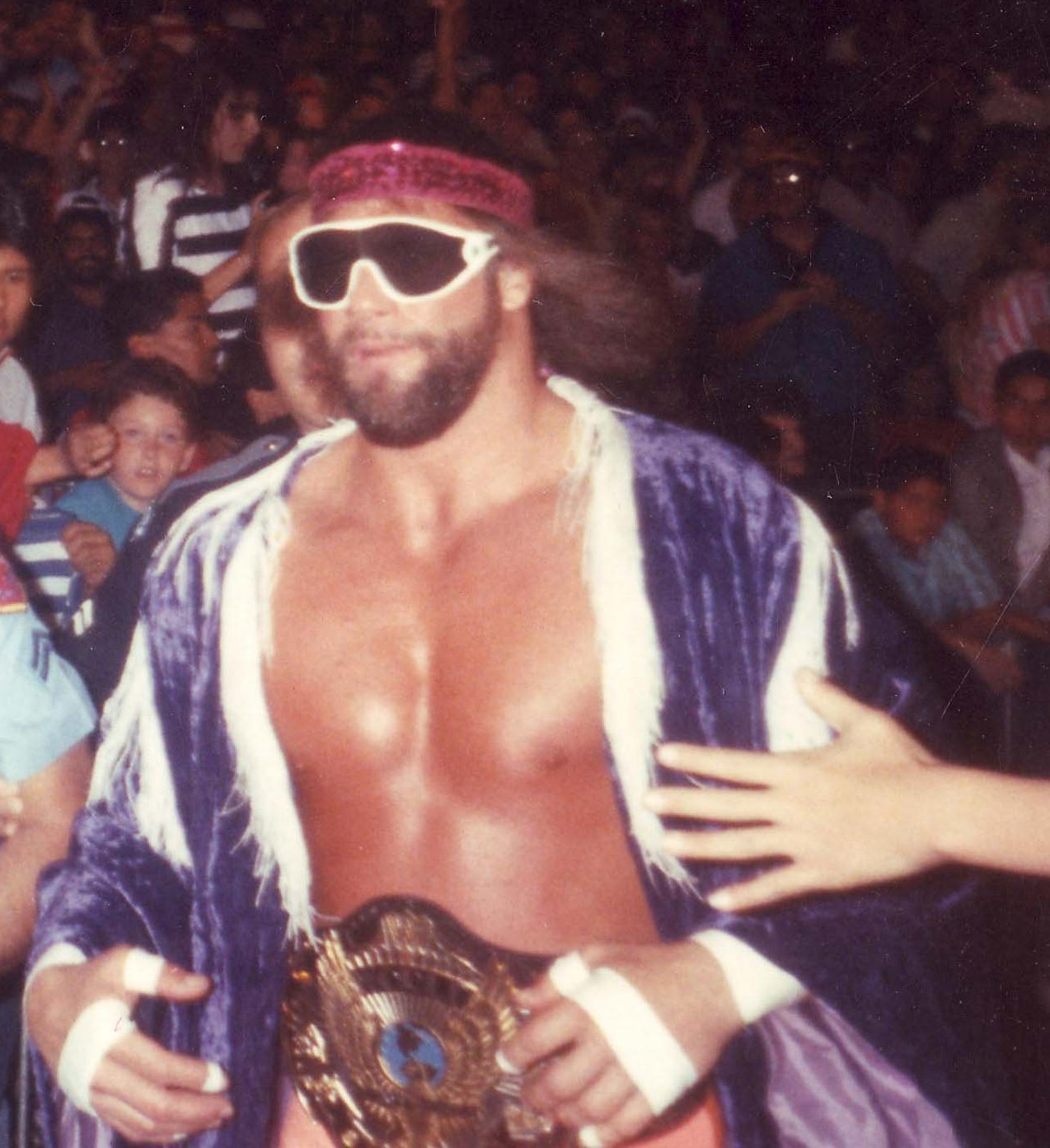
Randy Savage, introduit en 2015.

| Nom de ring (nom de naissance)                                | Introduit par    | Notes | Réf.    |
| ------------------------------------------------------------- | ---------------- | --- | ------- |
| Randy Savage (Randall Mario Poffo) 1952-2011                  | Hulk Hogan       | - Membre de nWo Original/Wolfpac | [ 105 ] |
| The Bushwhackers (Robert Miller (1944-2023) et Brian Wickens) | John Laurinaitis | Composé de Bushwhackers Butch & Bushwhackers Luke - Célèbre équipe de catcheurs néozélandais qui a travaillé à la WWF de 1989 à 1996 | [ 106 ] |
| Rikishi (Solofa Fatu) 1965-                                   | Jimmy et Jey Uso | - 2 fois WWE World Tag Team Champion                                                                                                 |         |
| Diesel (Kevin Nash) 1959-                                     | Shawn Michaels   | - Membre de nWo Elite/2000 |         |
| Tatsumi Fujinami 1953-                                        | Ric Flair        | - 5 fois IWGP Tag Team Champion |         |
| Larry Zbyszko (Lawrence Whistler) 1951-                       | Bruno Sammartino | - 2 fois AWA World Heavyweight Champion                                                                                              |         |

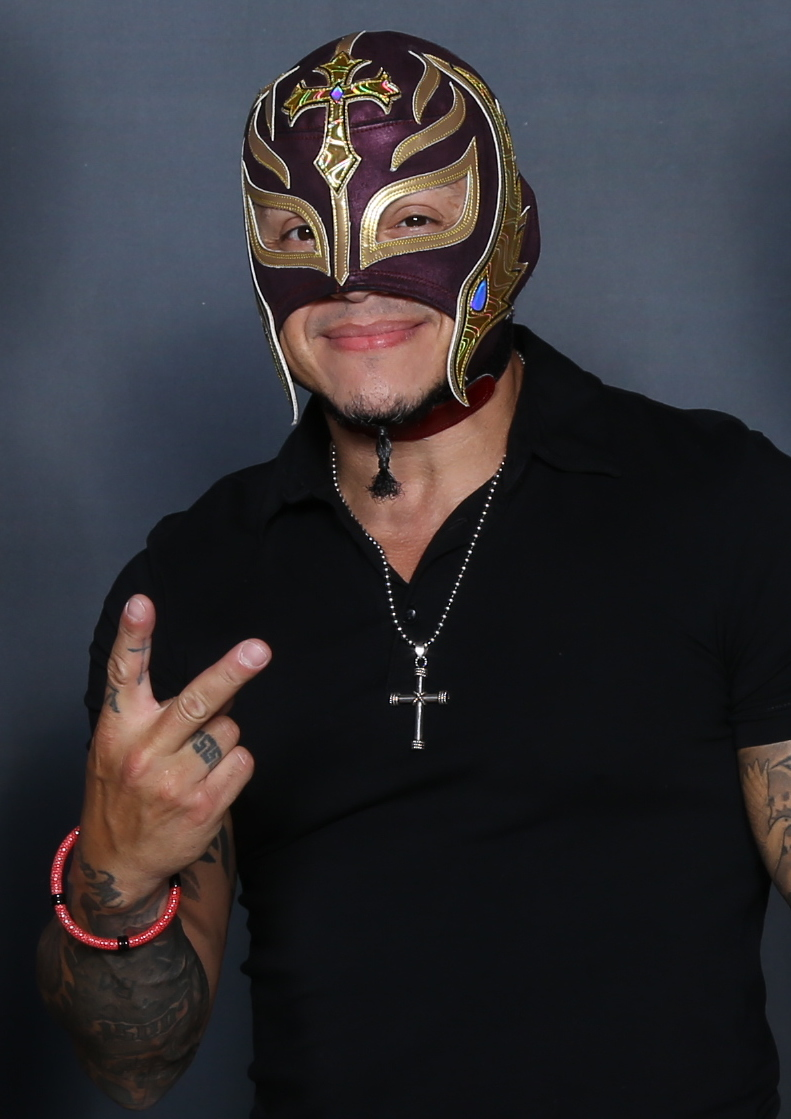
Rey Mysterio, introduit en 2023.

| Alundra Blayze (Debrah Miceli) 1964-                          | Natalya          | - 1 fois WCW Cruiserweight Champion                                                                                                  |         |

### 2016

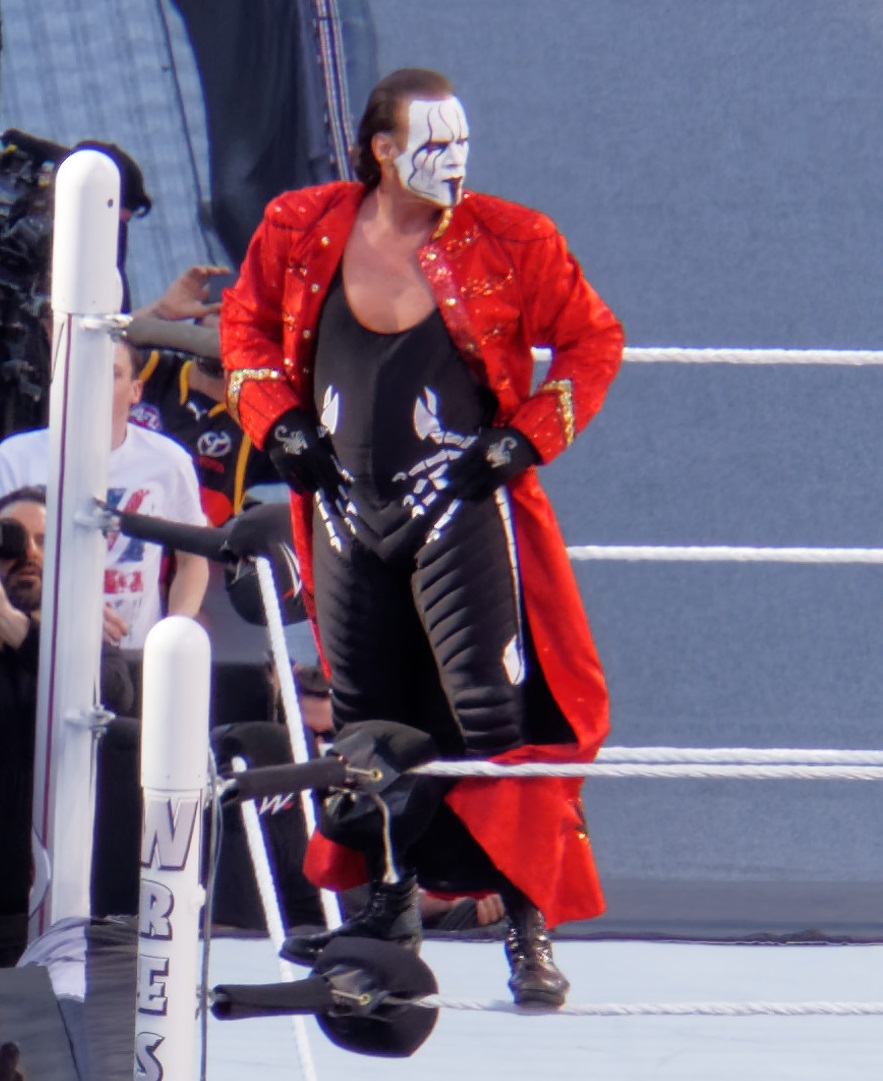
Sting, introduit en 2016.

| Nom de ring (nom de naissance)                                                                         | Introduit par                           | Notes | Réf.    |
| --- | --------------------------------------- | --- | ------- |
| Sting (Steve Borden) 1959-                                                                             | Ric Flair                               | - Considéré comme un des catcheurs les plus célèbres au monde à ne jamais avoir combattu à la World Wrestling Entertainment jusqu'à sa signature en 2014..                                                                                                | [ 107 ] |
| The Godfather (Charles Wright) 1961-                                                                   | John "Bradshaw" Layfield et Ron Simmons | - 1 fois WWF Tag Team Champion. | [ 108 ] |
| The Fabulous Freebirds (Michael Hayes, Terry Gordy 1961-2001 , Buddy Roberts 1945-2012 , Jimmy Garvin) | The New Day                             | Composé de Michael Hayes, Terry Gordy, Buddy Roberts, Jimmy Garvin - Cette équipe fut la première à partager les titres par équipe entre les membres du clan, qui est désormais repris dans plusieurs fédérations de catch sous le nom de Freebirds Rules | [ 109 ] |
| Big Boss Man (Raymond Traylor Jr.) 1963-2004                                                           | Slick                                   | Introduction posthume - 4 fois WWF Hardcore Champion - 1 fois WWF World Tag Team Champion | [ 110 ] |
| Jacqueline (Jacqueline Moore) 1964-                                                                    | The Dudley Boyz                         | - 1 fois WWE Cruiserweight Champion | [ 111 ] |
| Stan Hansen (John Stanley Hansen Jr.) 1949-                                                            | Vader                                   | - 1 fois AWA World Heavyweight Champion | [ 112 ] |

### 2017
| Nom de ring (nom de naissance)                              | Introduit par                           | Notes | Réf. |
| ----------------------------------------------------------- | --------------------------------------- | --- | ---- |

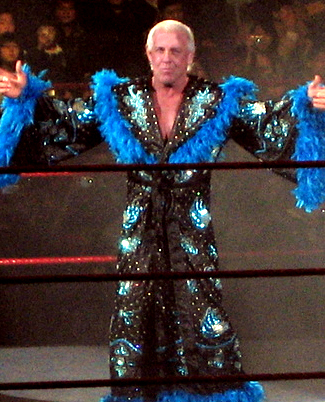
Ric Flair, introduit en 2008.

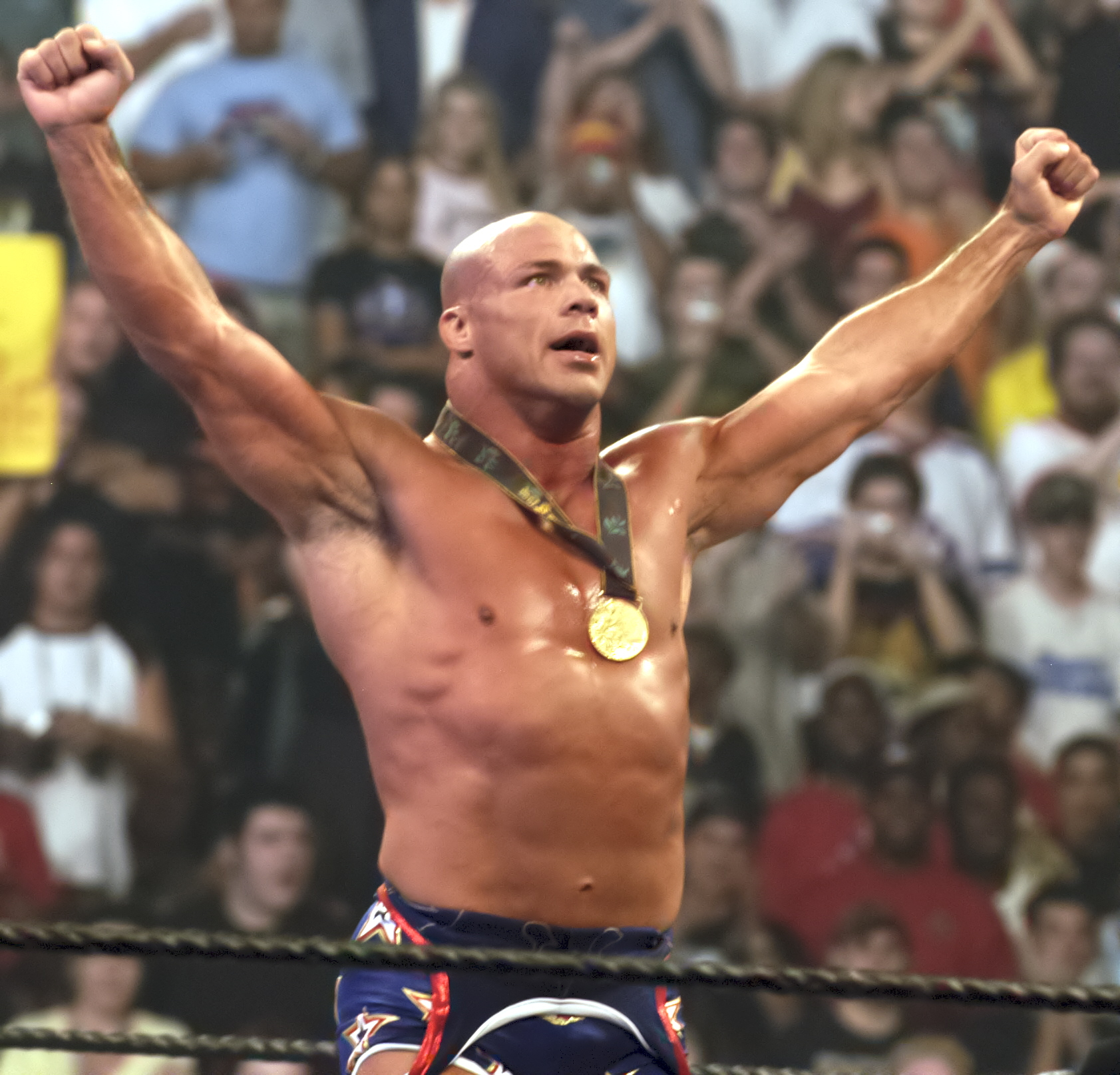
Kurt Angle, introduit en 2017.

| Kurt Angle 1968-                                            | John Cena                               | - 4 fois WWE Champion - 1 fois WWE World Heavyweight Champion - 1 fois WWE Intercontinental Champion - 1 fois WWF European Champion - 1 fois WWF Hardcore Champion - 1 fois WWE Tag Team Champion - 1 fois WCW World Heavyweight Champion - 1 fois WCW United States Champion - Vainqueur du King of the Ring 2000 - WWE Triple Crown Champion (10e) - WWE Grand Slam Champion (5e) |      |
| Rock 'n' Roll Express (en) (Richard Morton & Robert Gibson) | Jim Cornette                            | Composé de Ricky Morton & Robert Gibson - 4 fois NWA World Tag Team Champions (Mid-Atlantic). |      |
| Theodore Long 1947-                                         | John "Bradshaw" Layfield et Ron Simmons | - Ancien arbitre |      |
| Diamond Dallas Page (Page Falkinburg) 1956-                 | Eric Bischoff                           | - 4 fois WCW World Tag Team Champion |      |
| Beth Phoenix (Elizabeth Kocianski Copeland) 1980-           | Natalya                                 | - 1 fois WWE Divas Champion |      |
| "Ravishing" Rick Rude (Richard Rood) 1958-1999              | Ricky Steamboat                         | - Le seul à avoir été présent à Raw is War et WCW Monday Nitro, durant la même soirée |      |

### 2018
| Nom de ring (nom de naissance)                  | Introduit par           | Notes | Réf.    |
| ----------------------------------------------- | ----------------------- | --- | ------- |

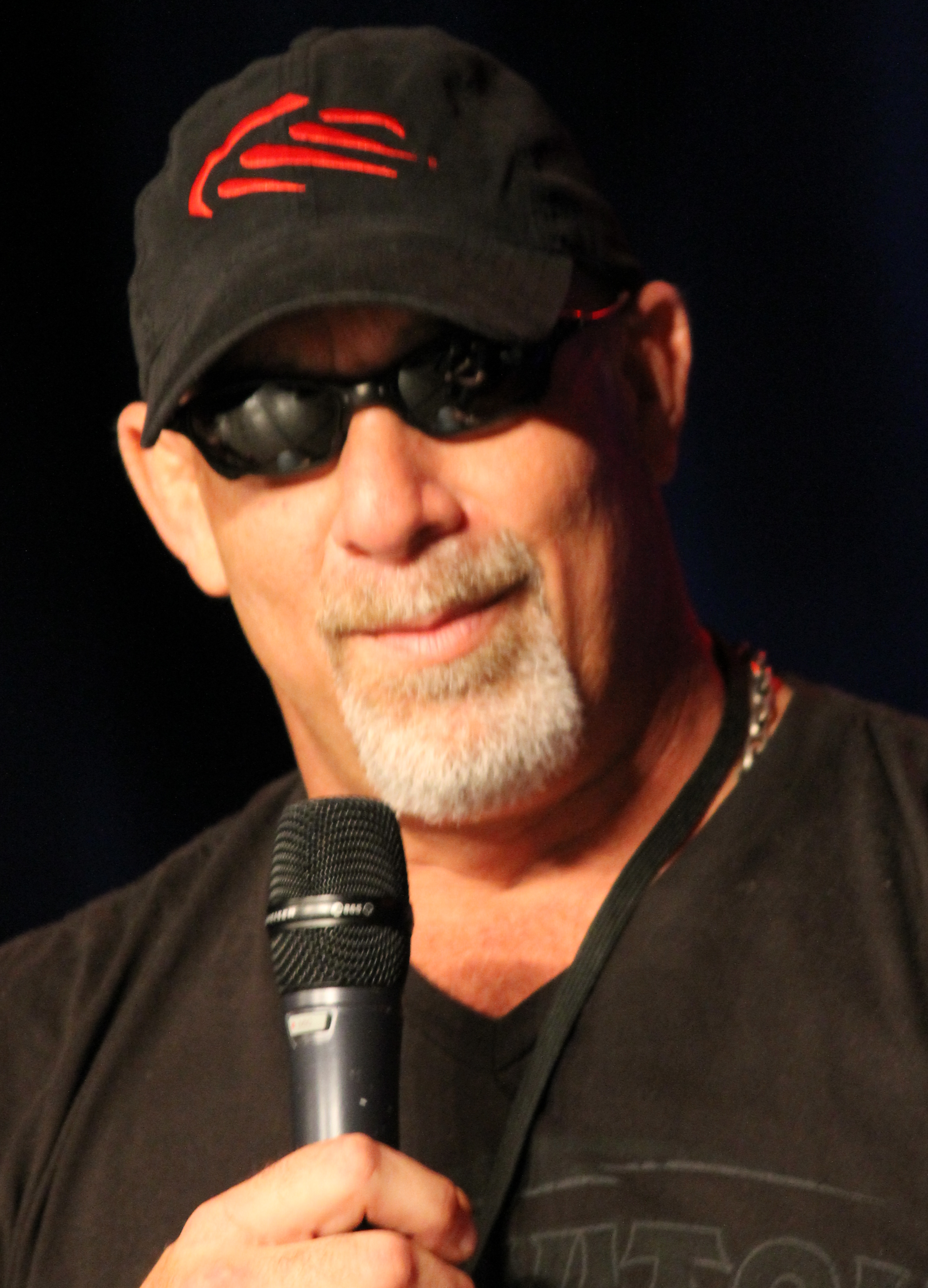
Goldberg, introduit en 2018.

| Goldberg (Bill Goldberg) 1966-                  | Paul Heyman             | - 2 fois WWE Universal Champion - 1 fois WWE World Heavyweight Champion - 2 fois WCW World Heavyweight Champion - 2 fois WCW United States Heavyweight Champion - 1 fois WCW World Tag Team Champion - Invaincu durant 173 matchs à la World Championship Wrestling | [ 113 ] |
| The Dudley Boyz (Mark LoMonaco et Devon Hughes) | Edge et Christian       | Composé de Bubba Ray Dudley & D-Von Dudley - 1 fois WWE Tag Team Champion - 8 fois WWF World Tag Team Champions - 1 fois WCW Tag Team Champions (derniers) - 8 fois ECW World Tag Team Champions - Équipe la plus titrée | [ 114 ] |
| Ivory (Lisa Moretti) 1961-                      | Molly Holly             | - 3 fois WWF Women's Champion | [ 115 ] |
| Jeff Jarrett (Jeffrey Jarrett) 1967-            | Brian James "Road Dogg" | - 6 fois WWF Intercontinental Champion - 1 fois WWF European Champion - 1 fois WWF World Tag Team Champions - 4 fois WCW World Heavyweight Champion - 3 fois WCW United States Heavyweight Champion - 2nd leader nWo 2000 - Fondateur de la Total Nonstop Action Wrestling - Il a donné à AJ Styles, Bobby Roode, Eric Young et d'autres personnes leur première exposition majeure | [ 116 ] |
| Hillbilly Jim (en) (James Morris) 1952-         | Jimmy Hart              | - Plus de 30 ans d'association avec la WWE en tant que superstar, manager et ambassadeur | [ 117 ] |
| Mark Henry (Marcus Henry) 1971-                 | The Big Show            | - 1 fois ECW Champion | [ 118 ] |

### 2019

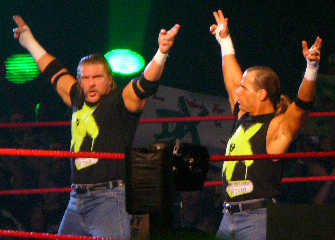
D-Generation X, introduit en 2019.

| Nom de ring (nom de naissance)                                                                                       | Introduit par | Notes | Réf. |
| --- | ------------- | --- | ---- |
| D-Generation X (Michael Hickenbottom, Paul Levesque, Joanie Laurer 1969-2016, Brian James, Monty Sopp, Sean Waltman) |               | Composé de Shawn Michaels, Triple H, Chyna, Road Dogg, Billy Gunn, X-Pac - Shawn Michaels est introduit pour seconde fois après son entrée individuelle en 2011. |      |
| The Honky Tonk Man (Wayne Farris) 1953-                                                                              | Jimmy Hart    | - 1 fois WWF Intercontinental Champion |      |
| Torrie Wilson 1975-                                                                                                  | Stacy Keibler | - Pionnière de la division féminine de la WWE |      |
| Harlem Heat (Robert Huffman et Lash Huffman)                                                                         |               | Composé de Booker T & Stevie Ray - Booker T est introduit pour la seconde fois après son entrée individuelle en 2013                                             |      |
| Hart Foundation (Bret Hart & James Neidhart 1955-2018)                                                               | Natalya       | Composé de Bret Hart & Jim Neidhart - Bret Hart est introduit pour la seconde fois après son entrée individuelle en 2006                                         |      |
| Brutus "The Barber" Beefcake (Edward Leslie) 1957-                                                                   | Hulk Hogan    | - 1 fois WWF World Tag Team Champion |      |

### 2020

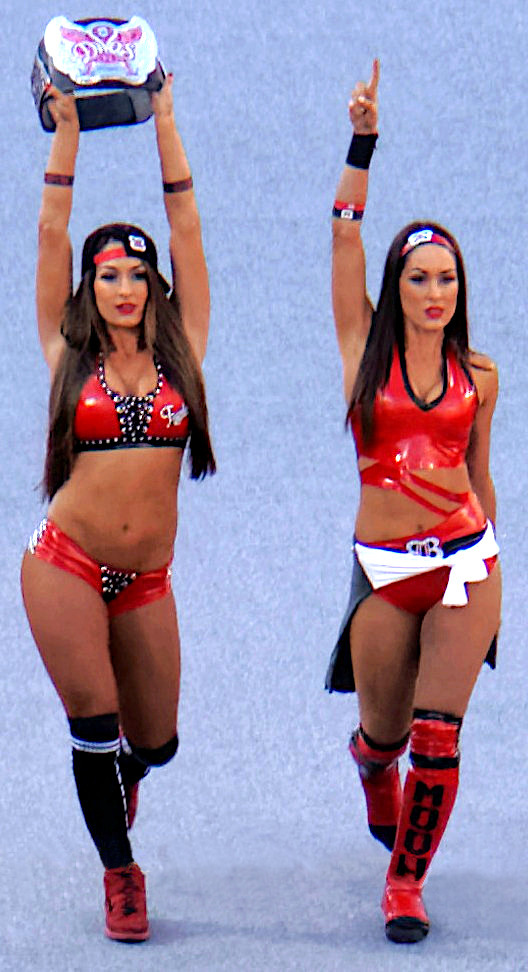
Nikki & Brie Bella, introduite en 2020.

| Nom de ring (nom de naissance)                                                           | Introduit par | Notes | Réf. |
| ---------------------------------------------------------------------------------------- | ------------- | --- | ---- |
| New World Order (Terry Bollea 1953-2025, Kevin Nash, Scott Hall 1958-2022, Sean Waltman) |               | Composé de Hulk Hogan, Kevin Nash, Scott Hall, X-Pac - X-Pac est introduit pour seconde fois après son entrée avec D-Generation X en 2019. |      |
| The Bella Twins (Brianna Garcia-Colace & Nicole Garcia-Colace)                           |               | Composé de Brie Bella & Nikki Bella - 3 fois WWE Divas Champions (règne le plus long de Nikki)                                             |      |
| John "Bradshaw" Layfield (John Layfield) 1966-                                           |               | - WWE Grand Slam Champion (10e) |      |
| The British Bulldog (Davey Boy Smith) 1962-2002                                          |               | - 2 fois WWF World Tag Team Champion |      |
| Jushin "Thunder" Liger (Keiichi Yamada) 1964-                                            |               | - 1 fois WCW Light Heavyweight Champion |      |

### 2021
| Nom de ring (nom de naissance)                   | Introduit par  | Notes                                   | Réf. |
| ------------------------------------------------ | -------------- | --------------------------------------- | ---- |
| Kane (Glenn Jacobs) 1967-                        | The Undertaker | - WWE Grand Slam Champion (3e)          |      |
| Molly Holly (Nora Greenwald) 1977-               |                | - 1 fois WWF Hardcore Champion          |      |
| Eric Bischoff 1955-                              |                | - Manager Général de Raw                |      |

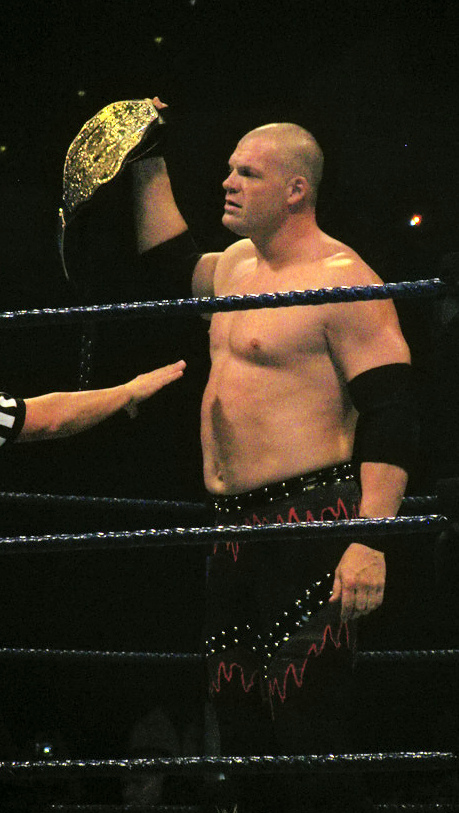
Kane, introduit en 2021.

| The Great Khali (Dalip Singh Rana) 1972-         |                | - 1 fois WWE World Heavyweight Champion |      |
| Rob Van Dam (Roberto Alexander Szatkowski) 1970- |                | - WWE Grand Slam Champion (7e)          |      |

### 2022

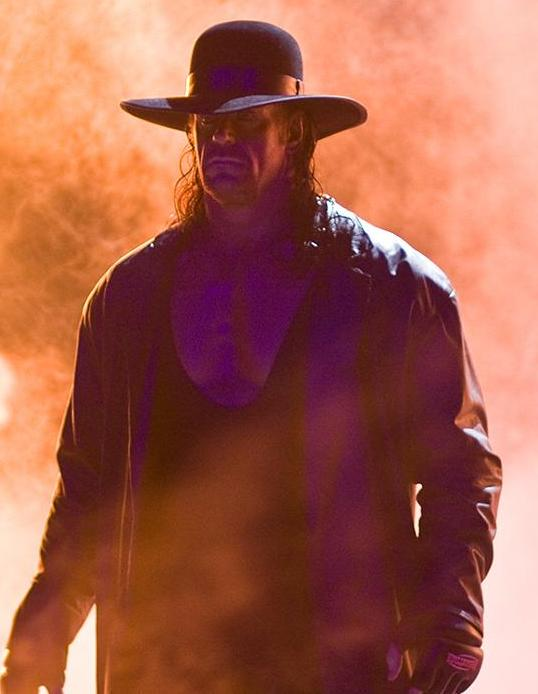
The Undertaker, introduit en 2022.

| Nom de ring (nom de naissance)                            | Introduit par | Notes | Réf.    |
| --------------------------------------------------------- | ------------- | --- | ------- |
| The Undertaker (Mark William Calaway) 1965-               | Vince McMahon | - Plus grand nombre de victoires à Wrestlemania (25 victoires en 27 participations) dont 21 victoires consécutives | [ 119 ] |
| Vader (Leon Allen White) 1955-2018                        | Mick Foley    | - 3 fois WCW World Heavyweight Champion - 1 fois WCW United States Heavyweight Champion                            |         |
| Sharmell (Sharmell Sullivan) 1970-                        | Booker T      | |         |
| Steiner Brothers (Robert Rechsteiner & Scott Rechsteiner) | Bron Breakker | - 1 fois NWA United States Tag Team Champions                                                                      |         |

### 2023
| Nom de ring (nom de naissance)             | Introduit par               | Notes | Réf. |
| ------------------------------------------ | --------------------------- | --- | ---- |
| Rey Mysterio (Óscar Gutiérrez Rubio) 1974- | Konnan                      | - Grand Slam Champion (14e) |      |
| Great Muta (Keiji Mutō) 1962-              | Ric Flair                   | - 1 fois NWA World Heavyweight Champion - 1 fois NWA World Television Champion - 1 fois WCW World Tag Team Champion - Vainqueur du WCW BattleBowl en 1992 |      |
| Stacy Keibler 1979-                        | Mick Foley et Torrie Wilson | - Manager de plusieurs catcheurs à la WCW et WWE. |      |

### 2024
| Nom de ring (nom de naissance)                      | Introduit par               | Notes | Réf. |
| --------------------------------------------------- | --------------------------- | --- | ---- |

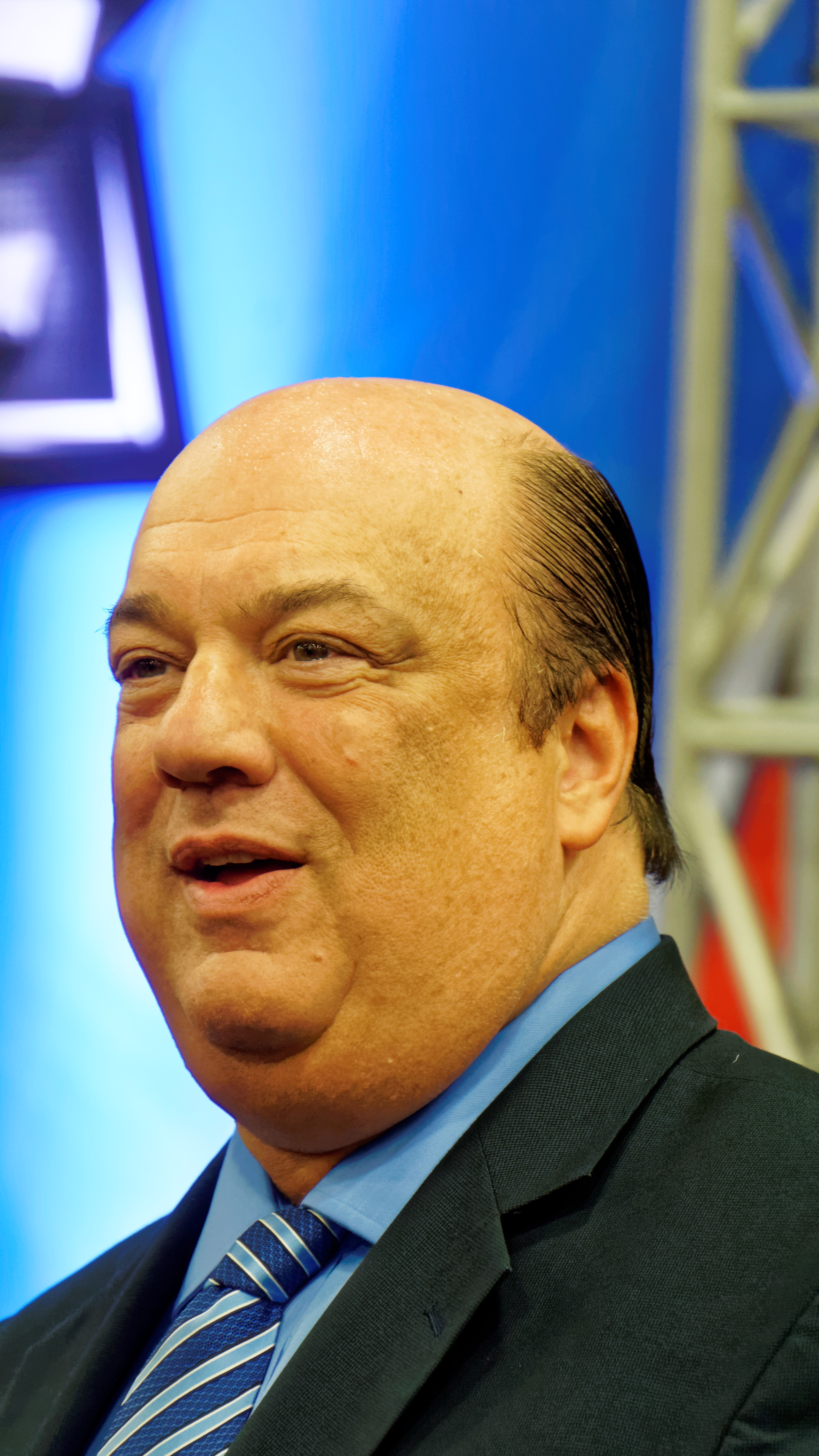
Paul Heyman, introduit en 2024.

| Paul Heyman 1965-                                   | Roman Reigns                | - Manager de Brock Lesnar, CM Punk, The Bloodline... |      |
| Bull Nakano (Keiko Nakano) 1968-                    | Alundra Blayze              | - 1 fois WWF Women’s champion |      |
| U.S. Express (en) (Mike Rotunda et Barry Windham)   | Bo Dallas et Mika Rotunda   | Composé de Mike Rotunda et Barry Windham - 2 fois WWF World Tag Team Champions - Barry Windham est introduit pour la seconde fois après son entrée avec les Four Horsemen en 2012 |      |
| Thunderbolt Patterson (en) (Claude Patterson) 1941- | The New Day et Scott Spears | - Reconnu pour avoir remporté des championnats partout en Amérique du Nord. |      |
| Lia Maivia (en) (Ofelia Maivia) 1931-2008           | The Rock                    | |      |

### 2025
| Nom de ring (nom de naissance)                     | Introduit par       | Notes | Réf. |
| -------------------------------------------------- | ------------------- | --- | ---- |

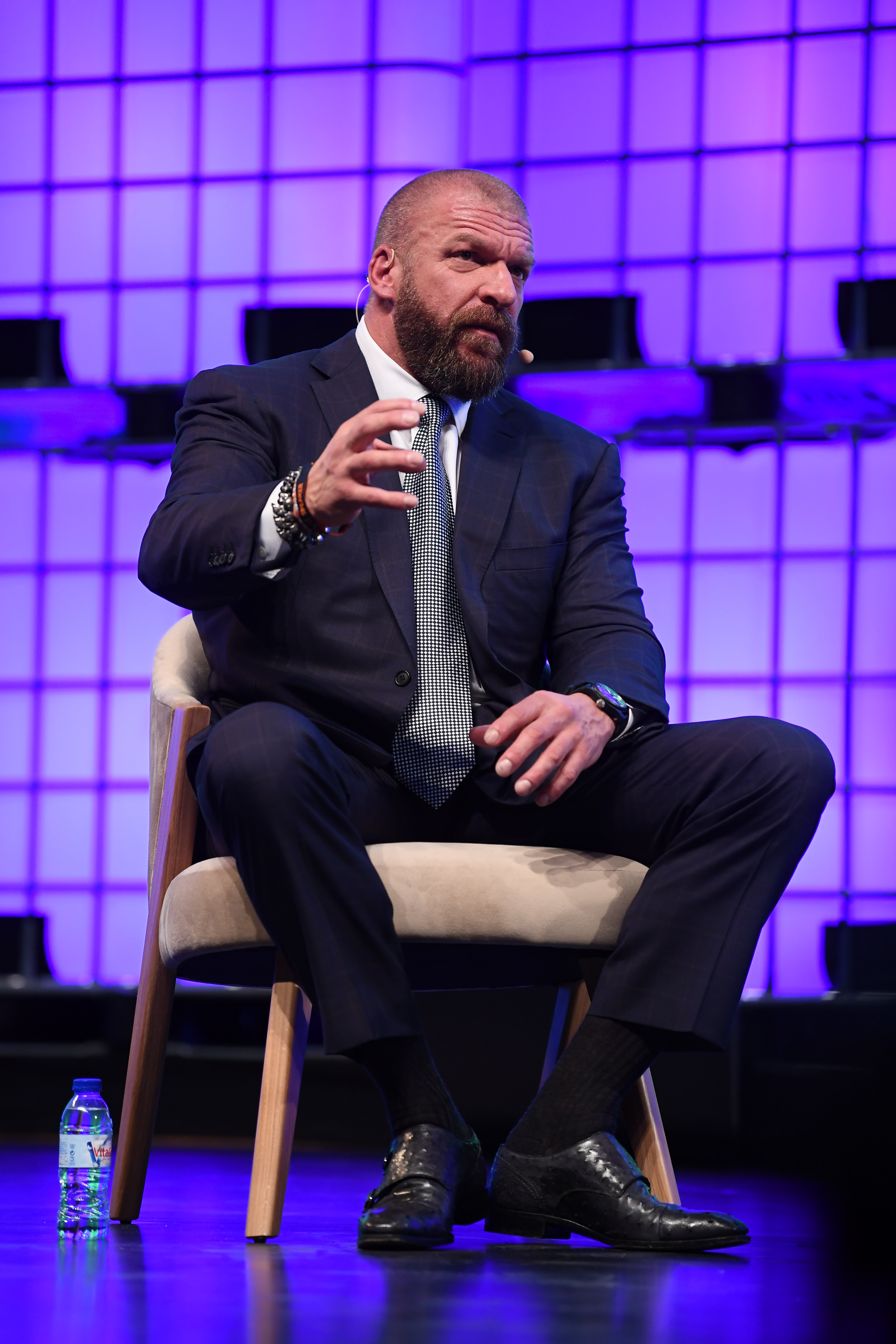
Triple H, introduit en 2025.

| Triple H (Paul Michael Levesque) 1969-             | Shawn Michaels      | - 9 fois WWF/E Champion - 5 fois WWE World Heavyweight Champion - 5 fois WWF/E Intercontinental Champion - 2 fois WWF European Champion - 2 fois WWF/E World Tag Team Champion - 1 fois WWE Tag Team Champion - Vainqueur du King of the Ring 1997 - Vainqueur des Royal Rumble en 2002 et 2016 - WWE Triple Crown Champion (7e) - WWE Grand Slam Champion (2e) - Il est introduit pour la seconde fois après son entrée avec D-Generation X en 2019. |      |
| Michelle McCool 1980-                              | The Undertaker      | - 2 fois WWE Divas Champion - 2 fois WWE Women's Champion |      |
| Lex Luger 1958-                                    | Diamond Dallas Page | - 5 fois NWA/WCW United States Champion - 1 fois NWA World Tag Team Champion (Mid-Atlantic version) - 2 fois WCW World Heavyweight Champion - 2 fois WCW World Tag Team Champion - 2 fois WCW World Television Champion - Covainqueur du Royal Rumble 1994 |      |
| The Natural Disasters (en) (Earthquake et Typhoon) |                     | - 1 fois WWF World Tag Team Champions |      |

## Section des célébrités

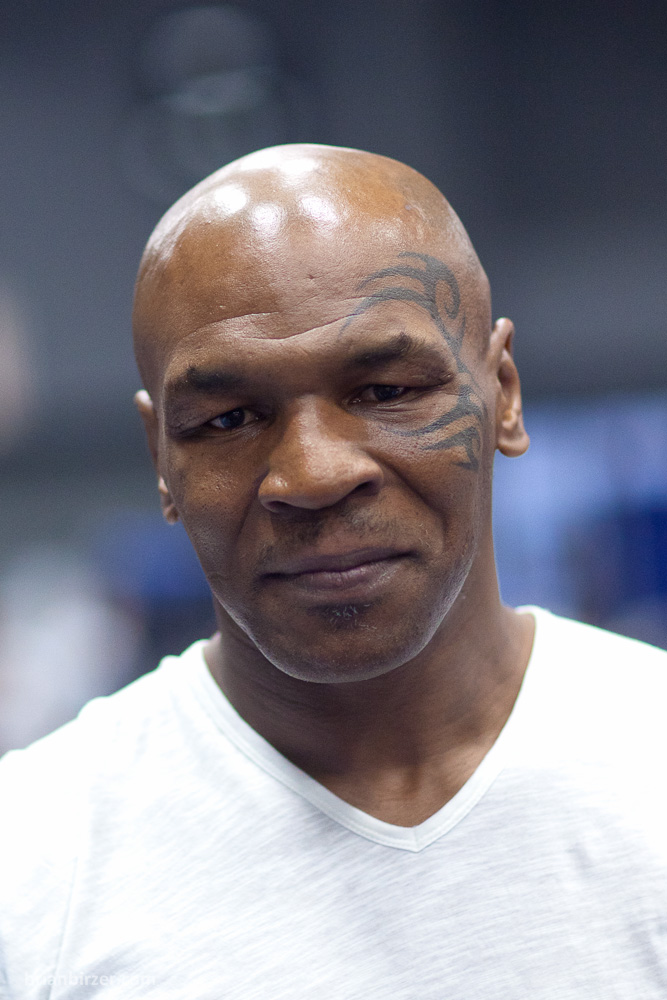
Mike Tyson, introduit en 2012.

L'aile des célébrités du Hall of Fame est dédiée aux personnalités hors-WWE qui ont fait des apparitions mémorables dans des programmes de la WWE.

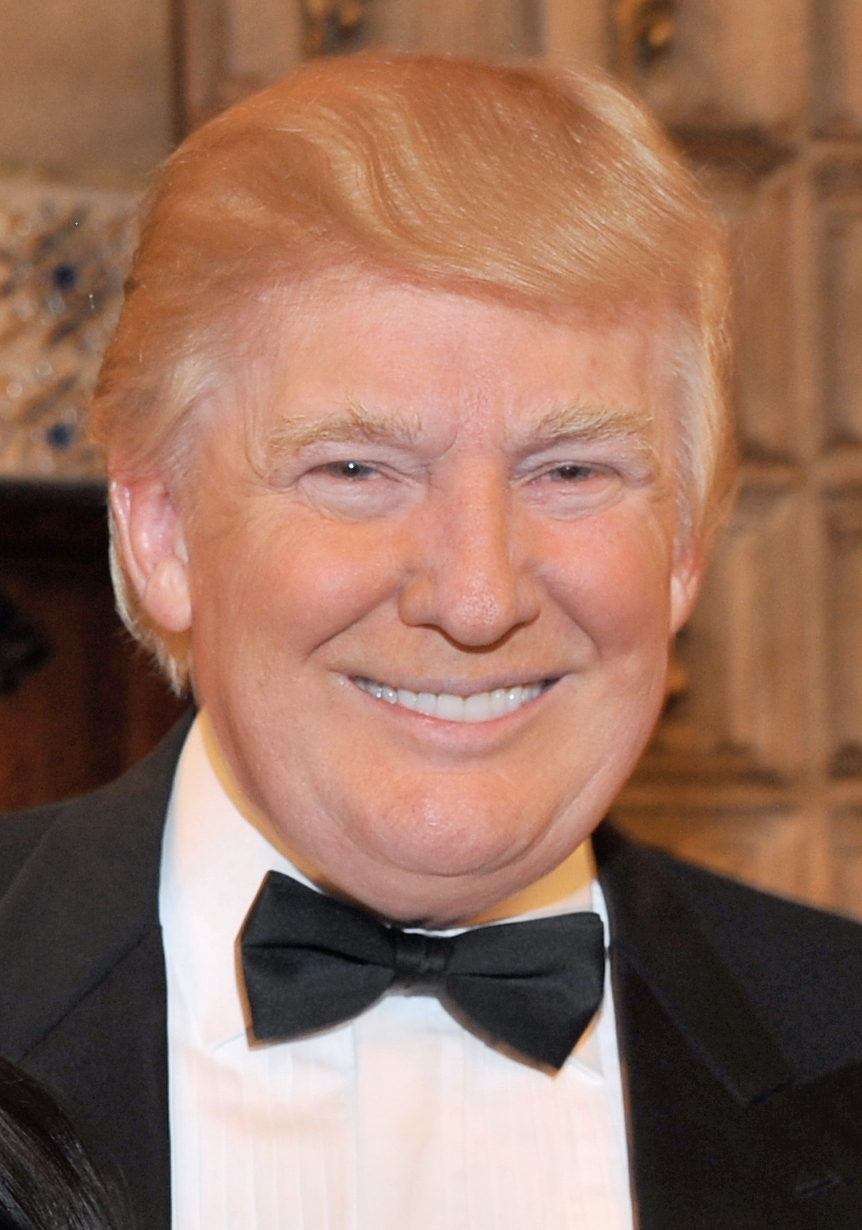
Donald Trump, introduit en 2013.

| Année | Nom de ring (nom de naissance)    | Introduit par                      | Notes | Réf.    |
| ----- | --------------------------------- | ---------------------------------- | --- | ------- |
| 2004  | Pete Rose                         |                                    | Joueur de Baseball américain, de multiples apparitions à la WWF. | [ 120 ] |
| 2006  | William Perry                     | John Cena                          | Joueur de football américain, nombreuses apparitions à la WWF. | [ 121 ] |
| 2010  | Bob Uecker (Robert George Uecker) | Personne, intronisation hors-écran | Joueur de Baseball américain, acteur, et commentateur lors de WrestleMania III et WrestleMania IV | [ 122 ] |
| 2011  | Drew Carey (Drew Allison Carey)   | Kane                               | Acteur, animateur de jeu, Il a participé au Royal Rumble 2001. | [ 123 ] |
| 2012  | Mike Tyson (Michael Gerard Tyson) | Shawn Michaels et Triple H         | Il a été l'hôte invité spécial d'un Raw en 2010, apparitions occasionnelles lors de l'Ère Attitude, a aussi été un arbitre invité spécial à Wrestlemania XIV.                                                                             | [ 124 ] |
| 2013  | Donald Trump (Donald John Trump)  | Vince McMahon                      | Il a accueilli WrestleMania IV et WrestleMania V au Trump Plaza. Il a gagné la "Battle of the Billionares" à WrestleMania 23. Il a été propriétaire de Raw une soirée en 2009. Il devient ensuite le 45e et 47e président des États-Unis. | [ 125 ] |
| 2014  | Mr. T (Laurence Tureaud)          | Gene Okerlund et T Junior          | Il a participé aux deux premiers WrestleMania, est apparu et a lutté à la WCW. | [ 126 ] |
| 2015  | Arnold Schwarzenegger             | Triple H                           | Il a fait plusieurs apparitions dans les programmes de la WWF. | [ 127 ] |
| 2016  | Snoop Dogg (Calvin Broadus Jr.)   | John Cena                          | Invité spécial dans un épisode de Raw. Était le maître de cérémonie pour le Lumberjill Tag Team match entre Maria & Ashley et Melina & Beth Phoenix à WrestleMania XXIV.                                                                  | [ 128 ] |
| 2018  | Kid Rock (Robert James Ritchie)   | Triple H                           | Chanteur invité à de nombreuses reprises dans les shows de la WWE. Ses chansons ont également servi aux thèmes d'entrée de The Undertaker et Stacy Keibler ainsi qu'à de nombreux pay-per-view.                                           | [ 129 ] |
| 2020  | William Shatner                   |                                    | Acteur canadien qui a effectué de multiples apparitions à la WWE et a été narrateur de la série Breaking Ground. |         |
| 2021  | Ozzy Osbourne                     |                                    | Chanteur anglais qui a effectué de multiples apparitions à la WWE notamment à WrestleMania 2. |         |
| 2023  | Andy Kaufman                      | Jerry Lawler & Jimmy Hart          | Acteur et humoriste qui a eu une rivalité avec Jerry Lawler. Il est considéré comme l'une des premières célébrités à être intervenue dans le monde du catch.                                                                              |         |
| 2024  | Mohamed Ali (Cassius Clay Jr.)    | Lonnie Ali                         | A été arbitre spécial dans le main event de WrestleMania I. |         |

## Warrior Award
Introduite en 2015, cette section a été créée en mémoire de l'Ultimate Warrior décédé l'année précédente quelques jours après son introduction au Hall of Fame. Le Warrior Award est dédié aux personnes qui ont montré une force inébranlable, de la persévérance, et qui vivent leur vie avec le courage et la compassion qu'incarne l'esprit de l'Ultimate Warrior. Le trophée est remis par sa veuve Dana Warrior.
| Année | Nom de ring (nom de naissance) | Introduit par                          | Notes | Réf.    |
| ----- | ------------------------------ | -------------------------------------- | --- | ------- |
| 2015  | Connor Michalek                | Dana Warrior et Daniel Bryan           | Introduit à titre posthume. Il était un fan de catch de 8 ans mort la précédente année d'un cancer.                                                                               | [ 130 ] |
| 2016  | Joan Lunden (en)               | Dana Warrior                           | Prix de journaliste, survivante du cancer du sein. | [ 131 ] |
| 2017  | Eric LeGrand (en)              | Dana Warrior                           | Ancien footballeur américain, il a été paralysé en 2010 à la suite d'un match. |         |
| 2018  | Jarrius "JJ" Robertson         | Dana Warrior                           | Survivant d'une double greffe de foie. |         |
| 2019  | Sue Aitchison                  | Dana Warrior et John Cena              | Membre exécutif de la WWE qui a dirigé de nombreuses œuvres caritatives notamment Make-A-Wish.                                                                                    |         |
| 2020  | Titus O'Neil                   |                                        | Catcheur, champion par équipe de la WWE et très impliqué dans les œuvres de charité.                                                                                              |         |
| 2021  | Rich Hering                    |                                        | Membre exécutif de la WWE qui a travaillé plus de 50 ans dans la compagnie, aidant à la faire passer d'une entreprise régionale à une entreprise internationale.                  |         |
| 2022  | Shad Gaspard                   | Dana Warrior                           | Ancien catcheur à la WWE, il décède en mai 2020 en sauvant son fils de le noyade. Il est introduit à titre posthume par son fils, sa femme et son ancien partenaire d'équipe JTG. | [ 132 ] |
| 2023  | Tim White (en)                 | John "Bradshaw" Layfield & Ron Simmons | Ancien arbitre de la WWE. |         |

## Hall of Fame Legacy
Introduit en 2016, le WWE Hall of Fame Legacy honore les pionniers de l'industrie et couvre de nombreuses époques, remontant même au début du 20e siècle.

### 2016
| Nom de ring (nom de naissance)               | Notes |
| -------------------------------------------- | --- |
| Mildred Burke (Mildred Bliss)                | Une fois NWA World Women's Championship, détenu pendant près de vingt ans.                                                                                               |
| Frank Gotch                                  | Une fois World Heavyweight Wrestling Championship et trois fois American Heavyweight Championship.                                                                       |
| George Hackenschmidt                         | Une fois European Greco-Roman Heavyweight Championship et trois fois World Heavyweight Wrestling Championship.                                                           |
| Ed "Strangler" Lewis (en) (Robert Friedrich) | Deux fois AWA World Heavyweight Championship et quatre fois World Heavyweight Championship.                                                                              |
| Pat O'Connor                                 | Une fois NWA World Heavyweight Championship, trois fois NWA United States Heavyweight Championship (Central States Version) et une fois AWA World Tag Team Championship. |
| Lou Thesz (Lajos Tiza)                       | Trois fois World Heavyweight Championship, trois fois World Heavyweight Championship (NWA) et cinq fois NWA World Heavyweight Championship.                              |
| Sailor Art Thomas (en)                       | Présenté par la WWE comme « l'une des premières stars afro-américaines du divertissement sportif », un challenger fréquent pour le NWA World Heavyweight Championship    |

### 2017
| Nom de ring (nom de naissance)           | Notes |
| ---------------------------------------- | --- |
| Martin "Farmer" Burns                    | Une fois American Heavyweight Champion. |
| June Byers (DeAlva Sibley)               | Une fois et inaugurale NWA World Women's Championship, dernière Women's World Championship.                                                                    |
| Haystacks Calhoun (en) (William Calhoun) | Une fois WWWF World Tag Team Championship. |
| Judy Grable (Nellya Baughman)            | Elle a affronté The Fabulous Moolah pour le NWA World Women's Championship.                                                                                    |
| Dr. Jerry Graham (en) (Jerry Matthews)   | Quatre fois NWA United States Tag Team Championship, une fois WWWF United States Tag Team Championship.                                                        |
| Luther Lindsay (en) (Luther Goodall)     | Le premier Afro-Américain à avoir un match pour le NWA World Heavyweight Championship.                                                                         |
| Joseph "Toots" Mondt                     | En tant que promoteur, il faisait partie du Gold Dust Trio et contrôlait la Capitol Wrestling Corporation, le précurseur de la WWE.                            |
| Rikidōzan (Mitsuhiro Momota)             | Une fois NWA International Heavyweight Championship. |
| Bearcat Wright (en) (Edward Wright)      | Une fois WWA World Heavyweight Championship, crédité par la WWE comme « étant une figure clé dans la déségrégation de l'industrie du divertissement sportif ». |

### 2018
| Nom de ring (nom de naissance)        | Notes |
| ------------------------------------- | --- |
| Boris Malenko (en) (Lawrence Simon)   | Il a remporté de nombreux championnats régionaux de la NWA, père des lutteurs Dean et Joe Malenko.                                                   |
| Cora Combs (en) (Cora Svonsteckik)    | Quadruple NWA United States Women's Championship. |
| Dara Singh                            | Il a remporté la version indienne du Championnat du monde des poids lourds.                                                                          |
| El Santo (Rodolfo Guzmán Huerta)      | Champion inaugural NWA World Welterweight Championship, il a joué dans 52 films et est considéré comme un héros populaire dans la culture mexicaine. |
| Hiro Matsuda (Yasuhiro Kojima)        | Deux fois NWA World Junior Heavyweight Championship. Il a entrainé Hulk Hogan, Lex Luger et de nombreux autres lutteurs.                             |
| Jim Londos (en) (Christos Theofilou)  | Ancien champion du monde de lutte poids lourd. |
| Rufus R. Jones (en) (Carey Lloyd)     | Ancien World Negro Heavyweight Champion. Il a remporté de nombreux championnats régionaux de la NWA.                                                 |
| Spoutnik Monroe (en) (Rosco Merrick)  | Il est crédité d'avoir participé à la fin de la ségrégation lors d'événements sportifs à Memphis.                                                    |
| Stan Stasiak (George Stipich)         | Une fois WWWF Heavyweight Championship. |
| Lord Alfred Hayes (en) (Alfred Hayes) | Employé de longue date de la WWF. |

### 2019
| Nom de ring (nom de naissance)                  | Notes |
| ----------------------------------------------- | --- |
| Bruiser Brody (Frank Goodish)                   | Il a remporté de nombreux championnats régionaux de la NWA. |
| Wahoo McDaniel (en) (Edward McDaniel)           | Cinq fois champion NWA des États-Unis en poids lourd (version Mid-Atlantic), quadruple champion NWA World Tag Team (version Mid-Atlantic).                                                        |
| Luna Vachon (Gertrude Vachon)                   | Membre de la famille de lutte Vachon, une fois championne féminine de l'USWA. |
| S. D. Jones (en) (Conrad Efraim)                | Trois fois NWA Americas Tag Team Championship. |
| Professor Toru Tanaka (en) (Charles Kalani Jr.) | Premier champion WWF International Tag Team Championship, triple champion WWWF World Tag Team Championship.                                                                                       |
| Primo Carnera                                   | Il a remporté de nombreux championnats régionaux de la NWA, ancien champion du monde de boxe poids lourd.                                                                                         |
| Joseph Cohen                                    | Dirigeant de médias dont les réalisations comprenaient le développement de deux des partenaires de diffusion de la WWE (MSG Network et USA Network).                                              |
| Hisashi Shinma (en)                             | Promoteur de lutte professionnelle japonaise de longue date, ancien président de la WWWF et de la WWF.                                                                                            |
| Buddy Rose (Paul Perschmann)                    | Il a remporté de nombreux titres régionaux de la NWA. |
| Jim Barnett (en)                                | Promoteur de lutte de longue date, ancien propriétaire de la National Wrestling Alliance à Indianapolis, de la World Championship Wrestling en Australie et de la Georgia Championship Wrestling. |

## Dates et lieux des cérémonies

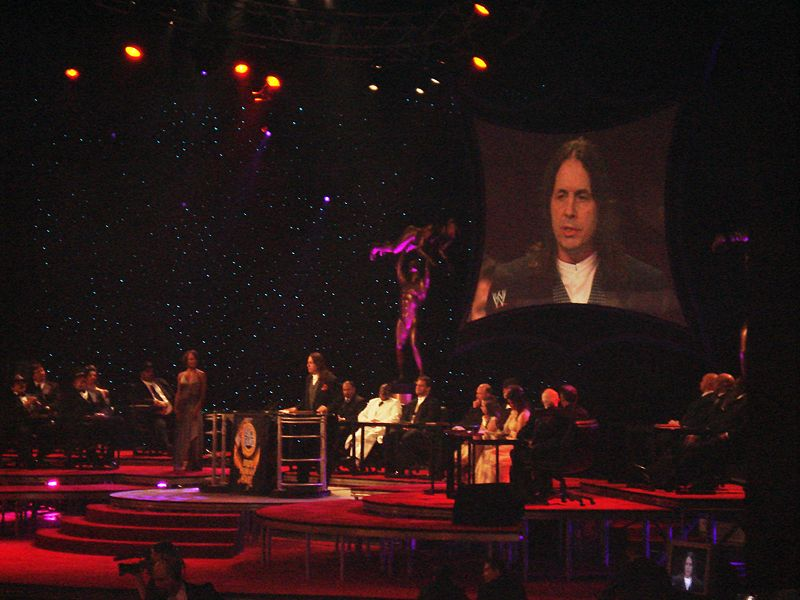
L'introduction de Bret Hart dans le WWE Hall of Fame en 2006.

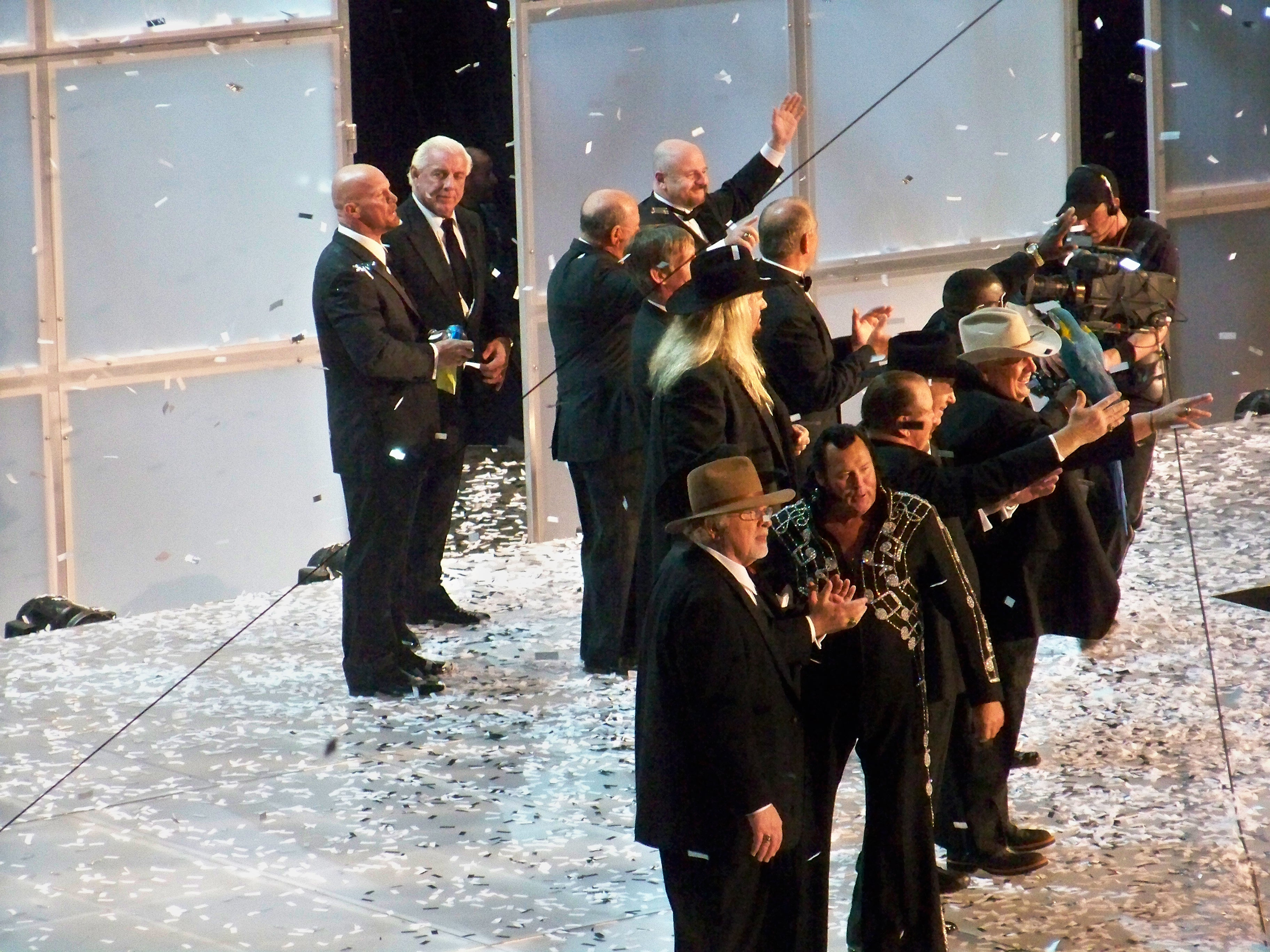
La cérémonie du WWE Hall of Fame 2009.

| Date             | Location                       | Arène                                 | WrestleMania |
| ---------------- | ------------------------------ | ------------------------------------- | ------------ |
| 18 juin 1994     | Baltimore, Maryland            | Omni Inner Harbor International Hotel | —            |
| 25 juin 1995     | Philadelphie, Pennsylvanie     | Marriott Hotel                        | —            |
| 16 novembre 1996 | New York, New York             | Marriott Marquis                      | —            |
| 13 mars 2004     | New York, New York             | The Hilton                            | XX           |
| 2 avril 2005     | Los Angeles, Californie        | Universal Amphitheatre                | 21           |
| 1er avril 2006   | Rosemont, Illinois             | Rosemont Theatre                      | 22           |
| 31 mars 2007     | Détroit, Michigan              | Fox Theatre                           | 23           |
| 29 mars 2008     | Orlando, Floride               | Amway Arena                           | XXIV         |
| 4 avril 2009     | Houston, Texas                 | Toyota Center                         | XXV          |
| 27 mars 2010     | Phoenix, Arizona               | Dodge Theater                         | XXVI         |
| 2 avril 2011     | Atlanta, Géorgie               | Philips Arena                         | XXVII        |
| 31 mars 2012     | Miami, Floride                 | American Airlines Arena               | XXVIII       |
| 6 avril 2013     | New York, New York             | Madison Square Garden                 | 29           |
| 5 avril 2014     | La Nouvelle-Orléans, Louisiane | Smoothie King Center                  | XXX          |
| 28 mars 2015     | San Jose, Californie           | SAP Center at San Jose                | 31           |
| 2 avril 2016     | Dallas, Texas                  | American Airlines Center              | 32           |
| 31 mars 2017     | Orlando, Floride               | Amway Center                          | 33           |
| 6 avril 2018     | La Nouvelle-Orléans, Louisiane | Smoothie King Center                  | 34           |
| 6 avril 2019     | Brooklyn, New York             | Barclays Center                       | 35           |
| 6 avril 2021     | St. Petersburg, Floride        | Tropicana Field                       | 37           |
| 1er avril 2022   | Dallas, Texas                  | American Airlines Center              | 38           |
| 31 mars 2023     | Los Angeles, Californie        | Crypto.com Arena                      | 39           |
| 5 avril 2024     | Philadelphie, Pennsylvanie     | Wells Fargo Center                    | XL           |
| 18 avril 2025    | Las Vegas, Nevada              | T-Mobile Arena                        | 41           |